# Forêt de Chantilly
Vous lisez un « article de qualité » labellisé en 2010.
La forêt de Chantilly est un massif forestier de 6 344 hectares situé sur le territoire de seize communes des départements de l'Oise et du Val-d'Oise, à 37 kilomètres au nord de Paris.
La forêt a été constituée progressivement par les acquisitions des seigneurs de Chantilly depuis le Moyen Âge jusqu'au XIXe siècle dans le but principal d'en faire une réserve de chasse. Propriété de l'Institut de France depuis 1897, elle appartient au domaine de Chantilly ; elle est protégée au titre des sites classés. Relevant du régime forestier, elle est gérée par l'Office national des forêts (ONF) et la Direction Forestière du Château Dans le cadre d'une convention qui les lie. Les peuplements forestiers sont principalement constitués de chênes à 48 %, pour 2/3 du chêne pédonculé et 1/3 de chène sessile, de pins sylvestres à 12 % et de hêtres à 9 %.
À la fois espace naturel et historique, plusieurs de ses sites appartiennent au réseau Natura 2000 afin de protéger leurs habitats naturels rares et menacés et ses populations d'oiseaux. Par ailleurs, son territoire abrite six monuments historiques. Elle reste encore un terrain de chasse et notamment de grande vénerie, mais aussi d'entraînement pour chevaux de courses. Septième forêt la plus visitée de l'agglomération parisienne, elle forme avec la forêt d'Halatte et la forêt d'Ermenonville, le massif des Trois Forêts.

## Géographie

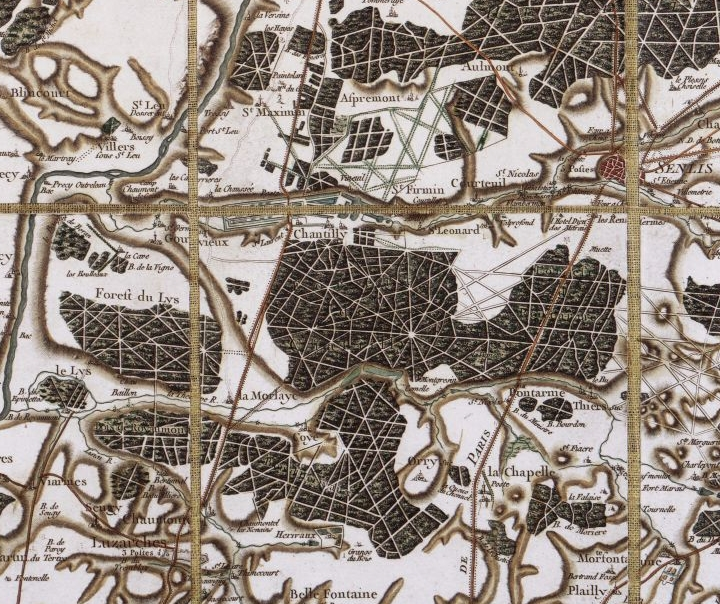
La forêt de Chantilly vers 1780, carte de Cassini.

### Localisation
La forêt de Chantilly est située au nord du bassin parisien, la Table, un des points centraux de la forêt, étant située à 37 kilomètres de Paris. Elle appartient à la région forestière Valois et Vieille France, telle que définie par l'Inventaire forestier national, ainsi qu'à la sylvoécorégion (SER) du « Bassin parisien tertiaire ».
Elle s'étend du plateau de Creil au nord, jusqu'à la vallée de l'Ysieux au sud, et de la vallée de l'Oise à l'ouest jusqu'à la forêt d'Ermenonville à l'est, dont elle est séparée par l'autoroute du Nord. En réalité, le massif est composé de plusieurs forêts :
- la partie centrale de la forêt de Chantilly (2 100 ha)[5] est limitée au sud par les étangs de Commelles et au nord par la vallée de la Nonette ;
- la forêt de Pontarmé (1 450 ha)[5] constitue toute la partie orientale du massif, en bordure de la forêt d'Ermenonville. Distinguée pour des raisons historiques, elle se confond avec la partie centrale ;
- la forêt de Coye (1 650 ha)[5], au sud des étangs de Commelles, déborde sur le département du Val-d'Oise ;
- le bois de Bonnet (435 ha)[5] constitue l'extrémité sud-ouest du massif et est situé presque entièrement dans le département du Val-d'Oise ;
- les bois de la Coharde, de la Basse-Pommeraie et du Lieutenant (710 ha) sont situés sur la rive droite de la Nonette au nord de la ville de Chantilly et sont isolés les uns des autres par des parcelles agricoles appartenant aussi à l'Institut de France.

La forêt de Chantilly, qui contient précisément 6 344 ha et 28 ares en 2006, s'étend sur treize communes du département de l'Oise, soit 5 389 ha, et trois communes du Val-d'Oise sur 952 ha, :
Par ailleurs, de nombreux bois font partie du massif de la forêt de Chantilly, sans pour autant appartenir à l'espace du domaine de Chantilly et sans être gérés nécessairement par l'ONF. Un certain nombre d'entre eux a d'ailleurs appartenu aux seigneurs de Chantilly à une époque ou à une autre et ils constituent toujours le prolongement direct de la forêt actuelle. Parmi les principaux figurent la forêt de la Haute-Pommeraie (671 ha) et la forêt communale de Creil (15 ha) au nord du massif, le bois du Guey autour de l'abbaye de Royaumont, la forêt du Lys (900 ha) et la forêt communale de Gouvieux (119 ha) à l'ouest et enfin le bois du Gouy à Luzarches et le bois de la Croix de l'Oignon à Orry-la-Ville au sud du massif.

### Topographie et géologie
La topographie de la forêt est relativement plate, avec des altitudes moyennes comprises entre 60 et 70 mètres. La seule hauteur isolée dans la partie septentrionale est la butte aux Gens d'Armes qui atteint 103 mètres. Les parties sud du massif de la forêt, dans la forêt de Coye, sont plus accidentées et plus hautes, atteignant un maximum de 135 mètres au lieu-dit de la mare Landry, commune d'Orry-la-Ville, au contact de la plaine de France. À l'inverse, les rivières sont légèrement encaissées d'une vingtaine de mètres. L'altitude minimale est de 32 mètres à proximité de l'abbaye de Royaumont au sud-ouest,.
Géologiquement, la forêt occupe un vaste plateau calcaire du Lutétien recouvert de sables limoneux sur des couches plus ou moins épaisses qui lui donnent à certains endroits un aspect dunaire. En effet, le sable, à la suite de dépôts éoliens, a pu s'accumuler sur certaines hauteurs, telles que la butte aux Gens d'Armes. Seule la zone du bois de Bonnet, à l'extrémité sud-ouest du massif, présente un profil légèrement différent avec un substrat de craie recouverte partiellement de sable à silex. Les fonds de vallées sont occupés par des alluvions récentes, épaisses de 12 à 14 mètres dans la vallée de la Nonette et de 6 mètres au viaduc de Commelles, recouverts par des marais, ou des étangs lorsqu'ils ont été drainés.

### Hydrographie

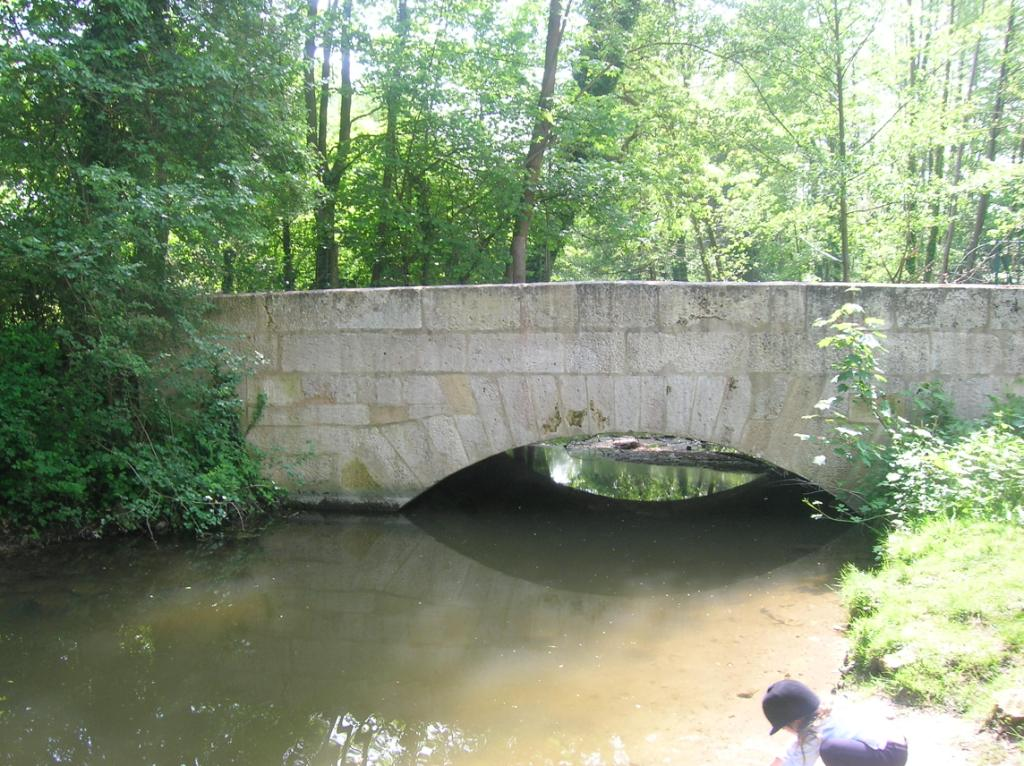
Le pont Mandrou, sur la Thève, en aval des étangs de Commelles.

Le territoire de la forêt occupe le bassin versant de l'Oise dont deux affluents en constituent les principaux cours d'eau. Ces cours d'eau ont connu d'importants aménagements qui leur ont fait perdre leurs caractéristiques naturelles : modification du lit pour des plans d'eau de parcs et jardins, canalisation pour des chutes d'eau de moulins, retenues d'eau pour la création de viviers.
La Thève, longue au total de 33 km, traverse la moitié sud du massif. Sa vallée est occupée par plusieurs étangs aux abords de la forêt. Les étangs de Commelles sont les plus célèbres mais on trouve aussi les étangs de Saint-André à l'est-nord-est de Thiers-sur-Thève, ou encore le Grand Vivier, proche de l'abbaye de Royaumont. Ces étangs artificiels ont été créés pour en faire des viviers à poissons et servent toujours pour la pêche. Le cours de la Thève se partage en deux après Lamorlaye entre la Vieille Thève au nord et la Nouvelle Thève au sud qui longe la limite nord du bois de Bonnet. Cette Nouvelle Thève est elle aussi canalisée dans le parc du château de Baillon, sur le territoire d'Asnières-sur-Oise.
La Nonette, longue au total de 41 km, traverse la partie septentrionale du massif et sa vallée constitue une séparation nette entre la partie centrale et les bois situés sur la rive droite. Elle a la particularité d'être entièrement canalisée sur le territoire de la commune de Chantilly. En effet, l'aménagement des jardins du château par André Le Nôtre a nécessité la transformation profonde du cours d'eau à partir de 1663.
En limite sud du massif, le ru de la Flache, qui descend de la vallée d'Hérivaux, rejoint pour sa part la rivière de l'Ysieux, autre affluent de l'Oise. Celle-ci longe le sud du bois de Bonnet.

### Climat
La forêt de Chantilly connaît un climat océanique doux et humide.
| Mois                              | jan. | fév. | mars | avril | mai  | juin | jui. | août | sep. | oct. | nov. | déc. | année |
| --------------------------------- | ---- | ---- | ---- | ----- | ---- | ---- | ---- | ---- | ---- | ---- | ---- | ---- | ----- |
| Température minimale moyenne (°C) | 3,5  | 1,2  | 3,7  | 4,6   | 10   | 11,5 | 13   | 13,7 | 8,6  | 6,5  | 4,3  | −0,3 | 6,7   |
| Température moyenne (°C)          | 6,2  | 5,7  | 6,9  | 9,3   | 15,5 | 16,5 | 18,6 | 18,2 | 13,9 | 10,7 | 7,2  | 2,2  | 10,5  |
| Température maximale moyenne (°C) | 9    | 10,2 | 10,1 | 14,1  | 20,9 | 21,5 | 24,3 | 22,8 | 19,3 | 14,9 | 10,2 | 4,8  | 15,2  |
| Précipitations (mm)               | 53   | 38   | 91   | 53    | 64   | 24   | 34   | 71   | 29   | 76   | 47   | 31   | 611   |

La pluviométrie moyenne reste assez faible pour la région mais la forêt est surtout sensible en été et aux périodes de grande sécheresse, comme lors des années 1976 ou 1990. Cependant, au printemps, les périodes de trop fortes pluies peuvent occasionner une importante mortalité dans les peuplements des plants arboricoles. Les gelées de printemps, fréquentes dans le Valois, peuvent, elles aussi, être préjudiciables aux jeunes plants. Des coups de vent violents jusqu'à 120 km/h peuvent avoir lieu, même dans cette forêt éloignée des côtes de la Manche ou de l'Atlantique, comme ce fut le cas lors des tempêtes de fin décembre 1999 en Europe et en 2004, ce qui entraîna des dégâts dans les peuplements supérieurs à 25 m de haut.

### Voies de communications

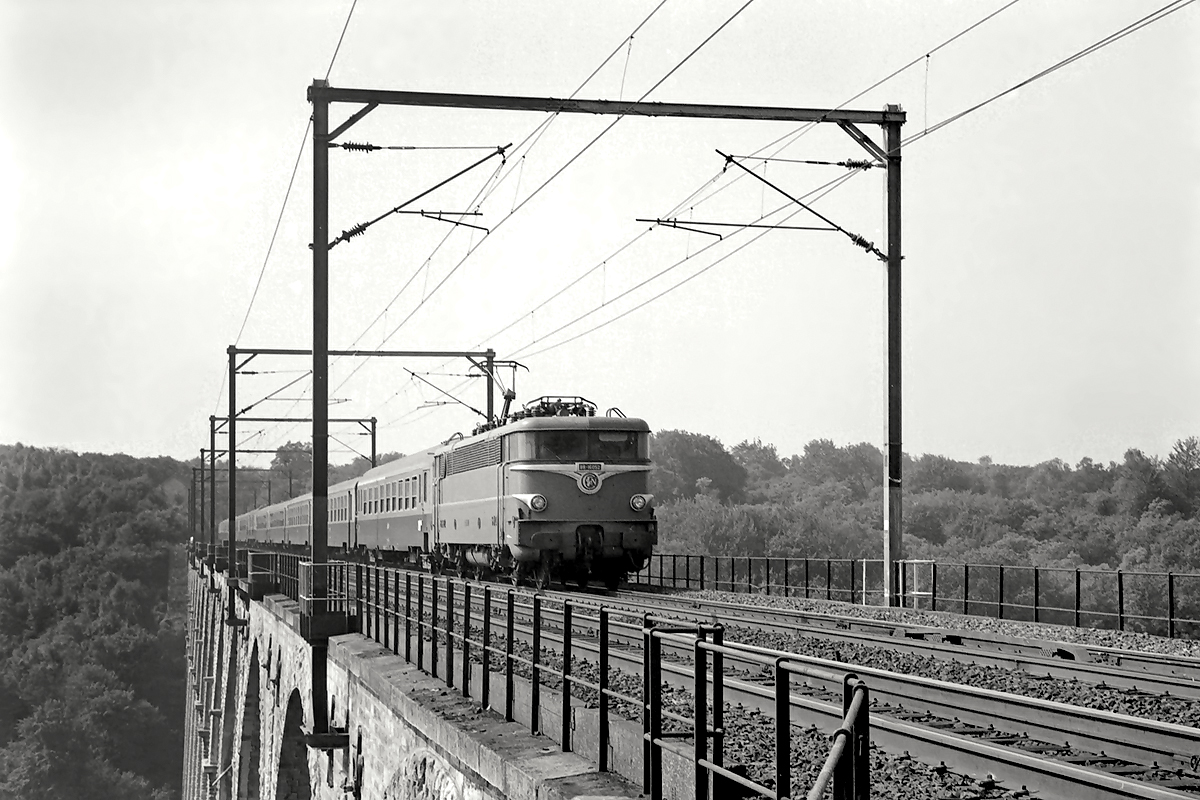
Train sur l'ancien viaduc de Commelles en 1975

#### Chemin de fer
Le massif est traversé par la voie ferrée Paris - Creil - Lille depuis 1859. La ligne de chemin de fer emprunte pour cela le viaduc de Commelles, actuellement à trois voies (mais édifié pour quatre). En aval des étangs, il est élevé de 1980 à 1984 en remplacement d'un ancien viaduc qui avait été construit par l'ingénieur Pinel entre 1856 et 1859. L'ancien viaduc, inadapté à la circulation ferroviaire actuelle avec ses deux voies, a finalement été détruit le 12 décembre 1985. La forêt est ainsi desservie par trois gares : la gare de La Borne Blanche, sur la commune d'Orry-la-Ville, uniquement desservie par les trains de la ligne D du RER, la gare d'Orry-la-Ville - Coye, un des terminus de la branche D1 de cette ligne D du RER, desservie également par les trains du réseau TER Picardie et enfin la gare de Chantilly - Gouvieux desservie par les trains de la ligne D du RER, branche D3, et ceux du réseau TER Picardie.

#### Routes

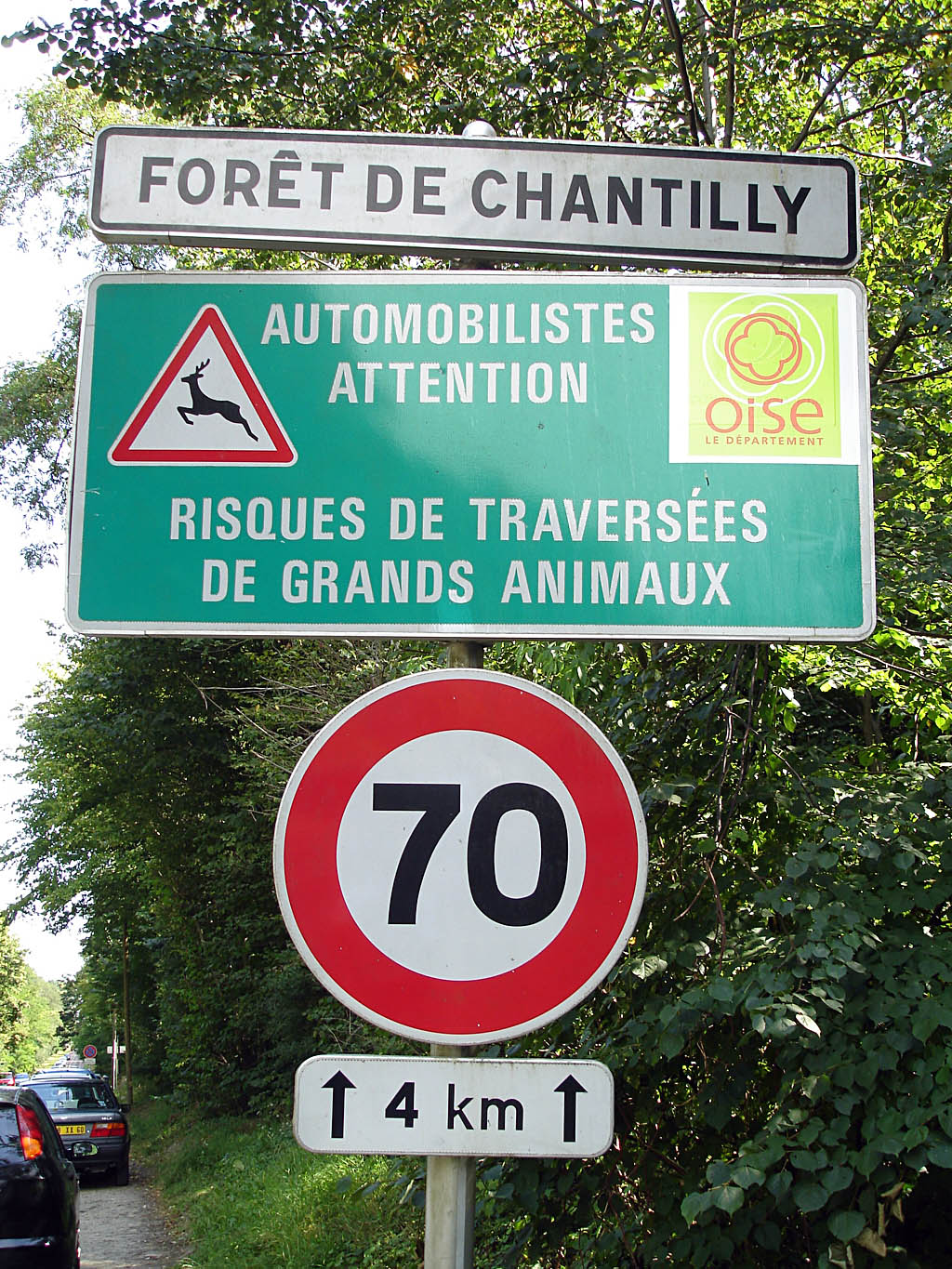
Le panneau à l'entrée de la forêt attire l'attention des automobilistes sur la présence d'une faune abondante.

L'autoroute A1 longe la forêt sur sa limite est, entre Thiers-sur-Thève et Senlis, marquant la frontière avec la forêt d'Ermenonville. Elle coupe ainsi tout passage de faune entre les deux forêts, si ce n'est par un passage grande faune (PGF) situé au nord de la butte aux Gens d'Armes, appelé « pont des biches ». Celui-ci permet normalement la traversée de l'autoroute mais serait, selon certaines associations de défense de la nature, très peu utilisé.
Très peu de routes autorisées au trafic routier traversent entièrement la forêt : la D1016, ancienne route nationale 16 entre Chaumontel et Lamorlaye, la D1017, ancienne route nationale 17, entre La Chapelle-en-Serval et Senlis et la D924A entre La Chapelle-en-Serval et Chantilly. Cette dernière est d'ailleurs limitée à 70 km/h en raison de la traversée fréquente de grands animaux. On a dénombré en effet douze collisions avec un cerf et cinquante-six collisions avec un sanglier dans la forêt en 2003-2004. Il existe ensuite quelques petites routes d'accès aux étangs de Commelles. Les autres routes de la région ne font que longer les limites du massif.
Certaines routes traversant la forêt ont ainsi été fermées à la circulation routière, telles que la route de Toudouze, en mai 2007, entre l'hippodrome et les étangs de Commelles. La route Toudouze a été fermée à la circulation pour laisser la place aux piétons, cyclistes et cavaliers à la demande des associations AU5V et AP3F[réf. nécessaire].

## Histoire

### Préhistoire

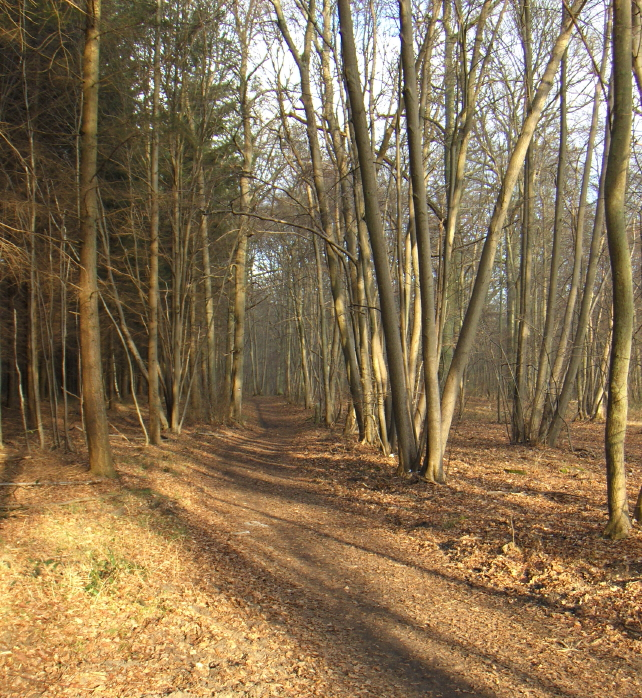
Chaussée Brunehaut entre les parcelles 188 et 189

À l'époque du Néolithique, vers 3000 av. J.-C., une forêt dense est en place, où, selon les analyses polliniques, dominent les chênes, les tilleuls et les ormes. C'est à partir de cette période que commence l'installation de populations d'agriculteurs résidents permanents et donc sans doute les débuts de défrichages. De cette époque, subsistent, à proximité de Coye-la-Forêt, les restes d'un petit monument mégalithique.
De la période gallo-romaine, le paysage actuel garde la trace de l'ancienne voie allant de Soissons à Paris en passant par Senlis. Cette voie, appelée improprement chaussée Brunehaut, venant de Senlis, traverse la forêt au nord des étangs de Commelles puis tourne vers Coye pour gagner Luzarches. Une autre voie romaine, allant de Paris à Senlis, passait probablement à travers la forêt en suivant le tracé de l'actuelle D1017. Une grande quantité de villae gallo-romaines sont présentes un peu partout sur le territoire de l'actuel massif : une soixantaine de structures archéologiques a en effet été recensée. Le passage de ces voies romaines en zones habituellement dégagées, la présence de ces exploitations agricoles, mais aussi les analyses polliniques font penser qu'au Ier siècle de notre ère, la forêt primaire a presque totalement disparu. Elle a sans doute laissé la place à des champs, des haies bocagères et quelques bois de petites tailles.
Au début du Moyen Âge, la situation est encore à peu près la même comme le montre la découverte de nécropoles d'époque mérovingienne, présentes habituellement sur des terrains dégagés, sur le territoire actuel de la forêt.

### Constitution du domaine

#### Origines
Les études historiques et archéologiques laissent penser que le massif est une forêt récente, née de l'action et de la protection de ses propriétaires depuis le Moyen Âge. Vers l'an mil, la zone forestière se limite sans doute à une petite portion située entre Chantilly, Montgrésin (territoire d'Orry-la-Ville) et Coye. À cette époque d'ailleurs, une servitude est imposée sur cette zone, appelée droit de quint ou droit de gruerie, ce qui signale la présence de bois. Pendant les deux siècles suivants, la forêt ne couvre sans doute pas plus de quelques centaines d'hectares, les bois et les terres qui l'environnent dépendant de la famille des seigneurs de Senlis, mais aussi d'un très grand nombre de congrégations religieuses : l'abbaye de Saint-Denis, le chapitre de la cathédrale de Senlis, le prieuré bénédictin de Saint-Leu-d'Esserent, celui de Saint-Nicolas-d'Acy (dans l'actuelle commune de Courteuil) et l'abbaye de Chaalis. En 1171, un acte du roi Louis VII signale pour la première fois une forêt à l'endroit du massif actuel, en confirmant un accord passé entre le seigneur de Senlis Gui le Bouteiller et l'abbaye de Chaalis, concernant leurs droits respectifs sur les « forêts situées entre Paris et Senlis ». En 1282, pour la première fois, le mot Chantilly désigne une forêt : un acte du parlement de Paris parle en effet d'in tota foresta chantiliaco (dans toute la forêt de Chantilly).

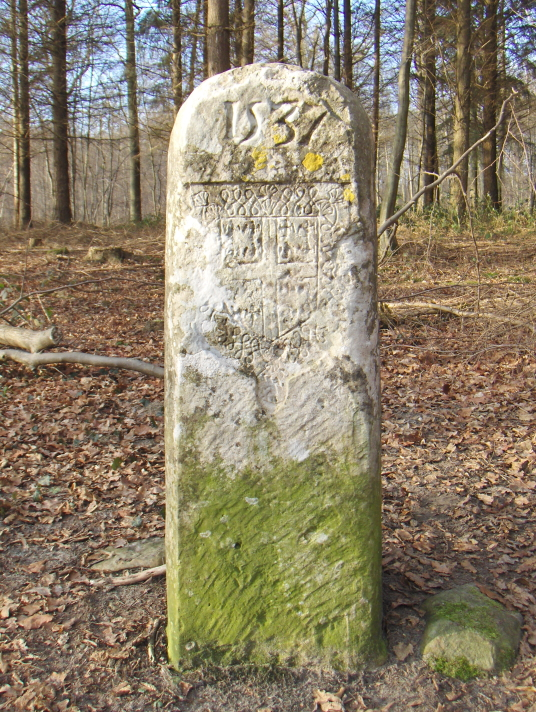
Borne armoriée aux armes des Montmorency (1537), située autrefois en limite des propriétés du prieuré de Saint-Nicolas-d'Acy.

En 1386, Pierre d'Orgemont rachète la seigneurie de Chantilly à la famille des Bouteiller. La forêt représente alors 1 200 arpents (410 ha) et les seigneurs successifs s'attachent à en étendre la superficie dans le but principal de s'assurer une réserve de chasse. Guillaume de Montmorency hérite avec la seigneurie d'un domaine de 2 000 arpents (684 ha) en 1484. Ce sont surtout ses descendants qui étendent le domaine de chasse dont son fils Anne de Montmorency, connétable de France, qui achète la seigneurie de Pontarmé à l'est du domaine. C'est entre 1537 et 1546 que plusieurs bornes sont posées en forêt afin de délimiter la propriété des Montmorency de celles des institutions religieuses environnantes. Huit de ces bornes ont été ramenées autour de la statue du Connétable sur la terrasse du château lors son érection au XIXe siècle,. Les bornes armoriées de la forêt d'Halatte, implantées par Anne de Montmorency en 1540 et identiques à celles-ci, ont été inscrites au titre des monuments historiques en 2024. La forêt atteint les 5 000 arpents (1 710 ha) au milieu du XVIIe siècle.

#### Agrandissements du Grand Condé
C'est avec le Grand Condé que le domaine prend toute son ampleur : quand celui-ci se retire dans son domaine en 1659, il achète l'essentiel des terres entourant ses bois, notamment le bois Saint-Denis au cardinal de Retz en 1663 et le domaine des Étangs de Commelles en 1666 à l'abbaye de Chaalis pour un domaine atteignant les 8 000 arpents (2 735 ha). En 1662, il fait clôturer le grand parc de 1 000 ha autour du château incluant bois et terre, pour le réserver à la chasse à tir notamment. Son fils, Henri Jules de Bourbon-Condé, continue les extensions en achetant la seigneurie du Lys en 1688 à l'ouest du domaine, la seigneurie de Coye en 1701, une partie des seigneuries de Luzarches, Chaumontel et le bois du Chapitre à proximité de La Chapelle-en-Serval en 1707 au sud, et enfin la Haute-Pommeraie en 1709 au nord. Louis IV Henri de Bourbon-Condé, petit-fils du précédent, constructeur des Grandes écuries, achète les bois de l'abbaye d'Hérivaux en 1716 et fait planter les bois du Lys, entre Gouvieux et Lamorlaye en 1719. Le domaine forestier est totalement démantelé lors de la période révolutionnaire et du Premier Empire.

#### Dernières extensions auXIXesiècle
Avec le retour des Condé lors de la Restauration en 1814-1815, Louis V Joseph de Bourbon-Condé récupère la partie du domaine qui n'avait pas été vendue à des particuliers. Il commence à racheter le reste. Son fils, Louis VI Henri de Bourbon-Condé, grâce à une loi autorisant la vente des biens ecclésiastiques réunis au domaine de l'État en 1790, rachète les bois de l'abbaye de Saint-Nicolas-d'Acy à Courteuil et du chapitre Notre-Dame de Senlis en 1819. Il rachète dans le même temps la forêt du Lys, la totalité de la forêt de Coye, de la seigneurie de Luzarches et des alentours de l'abbaye de Royaumont. L'ensemble de ces achats lui permet de supprimer les dernières enclaves et de disposer, pour la première fois dans l'histoire du domaine, d'un territoire boisé continu des bords de l'Oise à l'ouest, à la forêt d'Ermenonville à l'est, et de Luzarches au sud jusqu'aux abords actuels de Creil au nord. Ce besoin de créer une unité foncière au domaine et de supprimer toute enclave vient du fait que les législateurs révolutionnaires ont subordonné le droit de chasse au droit de propriété. Le seigneur ne peut donc plus chasser en dehors de ses propres terres,.
Son successeur, son neveu et légataire universel Henri d'Orléans (1822-1897), duc d'Aumale, acquiert encore quelques bois en usage à Gouvieux, Coye et entre en possession des alentours de la butte aux Gens d'Armes, à l'est du massif, en limite de la forêt d'Ermenonville. L'extension du domaine se prolonge tout au long de sa vie puisque le dernier achat concerne la zone du trou Braconnier, au sud d'Orry-la-Ville dont l'acte est passé quatre jours après la mort du duc. Celui-ci ne conserve pas, pour autant, la totalité du massif transmis par son oncle. Il revend en effet la Haute-Pommeraie, en limite de Creil en 1881, le terrain des Aigles pour en faire un terrain d'entraînement hippique et le bois du Lys en 1897, transformé depuis en lotissement. Ces aliénations sont dues probablement aux importantes dépenses engagées dans la reconstruction du château. En 1886, le duc d'Aumale, avant son départ en exil, fait donation de son domaine à l'Institut de France ; le domaine de Chantilly comprend le château, ses collections d'œuvres d'art ainsi que la forêt, sous réserve d'usufruit. L'Institut devient pleinement propriétaire à sa mort en 1897 et le massif forestier entre dans le régime forestier en 1898. Ce domaine s'étend alors sur 9 057 ha de terres et de bois, en partie aliénable.

### Gestion et aménagement du massif par les seigneurs de Chantilly

#### La capitainerie des chasses
Les seigneurs de Chantilly ont toujours pu exercer leur droit de chasse et de gruerie sur leurs terres mais aussi sur les bois environnants. Ce dernier droit, qui est normalement un droit de contrôle du roi sur les coupes de bois, a en fait presque toujours été contrôlé par le seigneur. Anne de Montmorency, obtient ainsi la charge de Capitaine des chasses du roi pour les forêts de Carnelle et d'Halatte en 1520. Cette fonction lui permet de garder la haute main sur la gestion cynégétique et donc forestière de ses terres, qui se trouvent entre ces deux forêts, mais aussi sur les terres environnantes. En 1674, le Grand Condé, après avoir récupéré ses biens, récupère cette charge qui reste dans la famille des Condé jusqu'à la Révolution. Son pouvoir s'étend non seulement à ces deux forêts, mais inclut aussi ses propres forêts, les bois environnants, ainsi qu'un territoire allant jusqu'à « une lieue de découvert », c'est-à-dire une lieue au-delà de la forêt proprement dite, périmètre à l'intérieur duquel il se réserve tous les droits de chasse. Au début du XVIIIe siècle, la surface de la Capitainerie des chasses couvre 60 000 ha ; elle atteint 85 000 ha à la veille de la Révolution. On compte 25 personnes chargées de veiller aux respects de ces droits à la mort du Grand Condé ; elles sont 90 en 1785.

#### Aménagement des routes

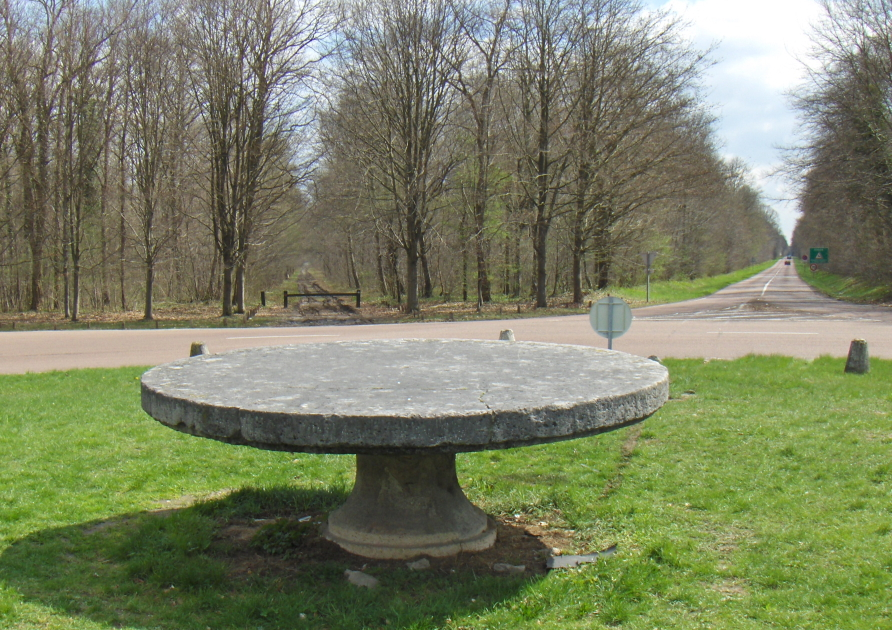
La table sur la route de Montgrésin, carrefour aménagé sur les plans d'André Le Nôtre en 1669

Pour faciliter les chasses à courre, des routes et chemins sont tracés à travers la forêt. En 1669, il est fait appel à André Le Nôtre pour dessiner le carrefour de la Table, duquel partent douze routes à travers le massif. Par ailleurs, c'est à son époque que sont tracées les voies les plus célèbres de la forêt : la route du Connétable, entre le château et Lamorlaye et la route de l'Aigle, actuellement derrière l'hippodrome de Chantilly. L'action du Grand Condé est prolongée par son fils et son petit-fils mais c'est surtout Louis IV Henri de Bourbon-Condé qui fait ouvrir 70 routes à travers la forêt en 1718 et 1740. Son fils, Louis V Joseph de Bourbon-Condé, achève ces aménagements. À la Révolution, la physionomie actuelle des chemins en forêt existe déjà et ne change plus fondamentalement.

#### Les contradictions entre forêt et gibier
Les Condé ne se contentent pas de gérer la ressource cynégétique. Lorsque le Grand Condé récupère ses terres et ses forêts, il reprend avec le droit royal de gruerie toute autorité sur les plantations et coupes effectuées en forêt. Officiellement, c'est l'administration royale des eaux et forêts et son maître particulier basé à Senlis qui décident de la gestion sylvicole. En réalité, cette administration doit se soumettre aux exigences des princes qui imposent avant tout la protection du gibier. Les taillis sont privilégiés aux futaies, car ils permettent aux animaux de s'abriter et de proliférer plus facilement. De nombreux procès sont intentés par les cultivateurs des environs victimes de dégâts provoqués par le gibier, comme en témoignent les multiples cahiers de doléances de la région qui se plaignent de cette situation en 1789. Mais les princes étant titulaires des droits de haute et basse justice pour toute la région, ces procédures ne peuvent aboutir.
Pendant la période révolutionnaire et l'Empire, l'absence de contrôle dans ces forêts d'État ainsi que les vieilles rancœurs des populations locales engendrent un braconnage généralisé ainsi que des coupes sauvages dans les parcelles. Le retour des Condé en 1814 rétablit l'ordre dans la forêt. Mais la priorité est toujours donnée à la conservation du gibier au détriment de la croissance de la forêt et de la rentabilité de l'exploitation forestière. Le dernier des Condé fait tout de même planter les dernières parcelles à l'est de Pontarmé. En 1898, avec l'entrée de la forêt de Chantilly dans le régime forestier, l'administration des eaux et forêts, devenue depuis l'Office national des forêts tente de convertir progressivement chaque parcelle à un mode d'exploitation en futaies, plus durable.

### Évolution du massif depuis 1897
La pression foncière au cours du XXe siècle conduit à une réduction du domaine légué par le duc d'Aumale et donc des surfaces boisées. L'ensemble de ce domaine, en partie aliénable dans sa partie occidentale notamment, passe ainsi de 9 057 ha à 7 830 ha aujourd'hui. La forêt elle-même se trouve légèrement réduite : sur le territoire de la commune de Coye, par exemple, la surface boisée passe ainsi de 424 ha en 1900 à 398 ha en 2001. En effet, 26 ha ont été achetés par la municipalité à l'Institut de France et aménagés pour des logements, un stade, une école primaire et un nouveau cimetière.
De la même manière, les bois situés en périphérie du massif et n'appartenant pas à l'Institut subissent d'autant plus la pression foncière. L'exemple le plus emblématique est sans doute l'aménagement, à partir de 1925, du lotissement « Le Lys-Chantilly » entre Gouvieux et Lamorlaye dans les anciennes plantations forestières des Condé. Sont ainsi vendus 1 605 lots sur 700 ha de bois à une clientèle aisée, accompagnés d'un terrain de golf, constituant le premier lotissement de l'Oise. Même si le cahier des charges oblige les propriétaires à entretenir la forêt située sur leur terrain, cet aménagement marque le début d'une nouvelle fonction de la forêt dans la région de Chantilly : un espace de villégiature et de divertissement sportif.
Au début du XXIe siècle, le devenir de la forêt est menacé par le réchauffement climatique.

## Gestion de la forêt et sylviculture

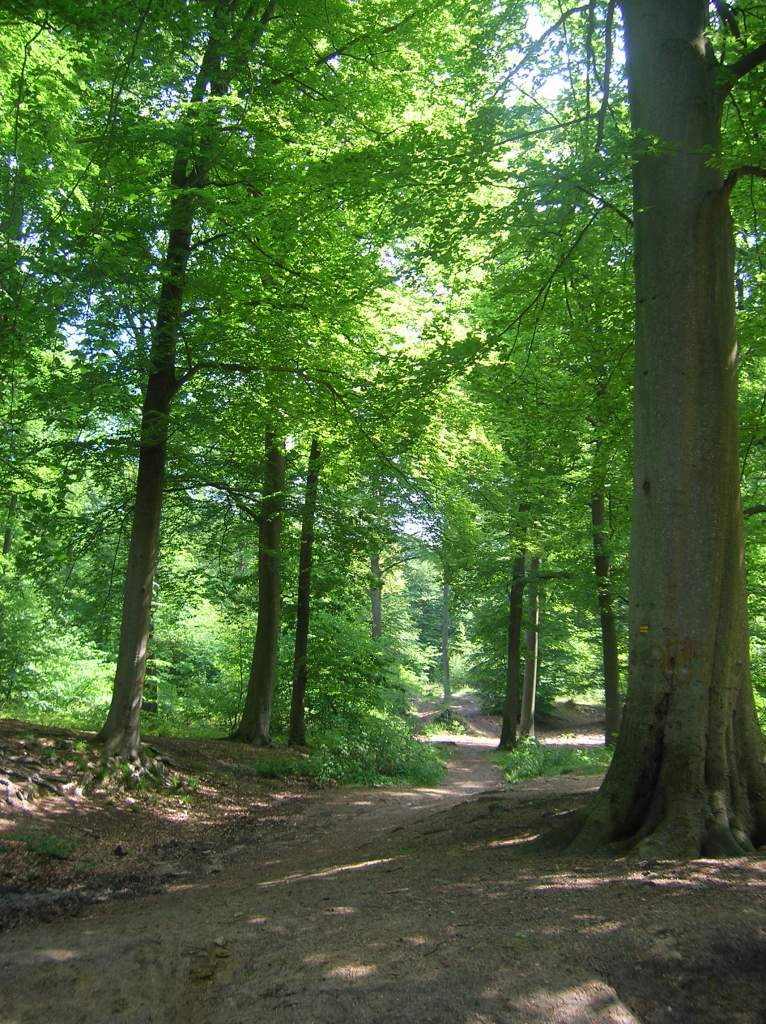
Forêt de Chantilly dans sa partie méridionale (forêt de Coye).

Comme toute forêt appartenant à un établissement public, la forêt de Chantilly est soumise au régime forestier, et ce, depuis le décret du 19 mars 1898. Ce régime impose des contraintes en termes de préservation du patrimoine forestier, de coupes et de ventes de bois et d'accueil du public. L'analyse de l'état de la forêt et les objectifs assignés à sa gestion sont résumés dans un plan de gestion appelé aussi aménagement forestier, qui doit être conforme au schéma régional d'aménagement des forêts de Picardie. Le précédent plan d'aménagement a commencé en 1991 et s'est achevé en 2005.
Le plan d'aménagement actuel est en cours pour la période 2006-2020. Cet aménagement est mis en application par l'Office national des forêts et plus particulièrement par son unité territoriale des Trois-Forêts basée à Chantilly, sur un espace de 6 260 ha de la forêt soit 98 % de la surface du massif. Les 2 % restant sont pour l'essentiel les terrains occupés par le golf de Chantilly et les abords de l'hippodrome de Chantilly. Au total, 6 198 ha étaient boisés en 2006. Cet espace est divisé en 559 parcelles forestières. Pour cet aménagement, il n'a pas été prévu de séries distinguant des parcelles avec des productions spécifiques, comme c'était le cas lors des aménagements précédents. Il a été établi le principe d'une série unique, ayant le même objectif de production de bois tout en prenant en compte l'accueil du public et la protection des milieux et des paysages.

### Composition des essences forestières
La composition particulière des essences forestières résulte du choix des gestionnaires de la forêt au cours des deux derniers siècles. Lors d'un inventaire effectué en 1990 par l'ONF, on a distingué trois types d'essences principales à l'étage dominant de la forêt :
- le chêne à 48 %, principalement le chêne pédonculé (Quercus robur L. = Q. pedunculata Ehrh.) et le chêne rouvre (ou chêne sessile) (Quercus petraea) ;
- le pin sylvestre (Pinus sylvestris) à 12 %, essentiellement dans la forêt de Pontarmé ;
- le hêtre européen (Fagus sylvatica) à 9 %.

On compte par ailleurs d'autres types de feuillus pour 26 % et notamment le tilleul (Tilia) très présent dans les taillis. Son abondance en forêt de Chantilly serait liée au choix des forestiers au XIXe siècle de privilégier cette essence afin de préserver les jeunes pousses des grandes quantités de lapins. Ceux-ci rechignent habituellement à les manger. Les autres essences de résineux représentent quant à elles 4 % du total.
Les nouvelles plantations privilégient le chêne rouvre, plus adapté au manque d'eau dans les terrains forestiers. Selon l'aménagement de 2006-2020, l'objectif est de parvenir à 71 % de chênes rouvres, les hêtres étant cantonnés aux parcelles les plus accidentées sur 19 % des surfaces et les résineux aux sols de sable pur pour 8 %,.

### Types de peuplements
Le type de peuplement prédominant est le mélange taillis-futaie, qui représente 64 % des espaces boisés : il s'agit d'un ancien taillis sous futaie évoluant progressivement en futaie. Les taillis, proprement dit, représentent quant à eux 2 % des surfaces, la futaie 20 % et les jeunes peuplements 12,5 %.
Cette prédominance des taillis sous futaie est le résultat de la politique forestière du XIXe siècle qui privilégiait ce type de boisement plus favorable au gibier. Avec le décret du 7 juillet 1906 et la mise en place du premier plan d'aménagement de la forêt, celui-ci favorise toujours ces taillis sous futaie avec des révolutions de trente ans. À partir de 1963, les taillis sont abandonnés. Avec l'aménagement de 1976, l'ONF met en place une gestion moderne de la forêt en tentant progressivement de convertir les parcelles à la futaie intégrale et régulière au fur et à mesure des nouvelles régénérations qui s'effectuent au rythme de 50 à 60 ha par an. En 2006, le nouvel aménagement maintient cet objectif de conversion à la futaie régulière. Dans certaines parcelles, la futaie irrégulière, faite d'arbres d'âges variés et regroupés en bouquet a été privilégiée, comme dans le bois du Lieutenant ou en forêt de Coye et en général dans les zones dans lesquelles les contraintes paysagères sont importantes. Ces zones représentent au total 182,4 ha sur 9 parcelles différentes.

### Plantation et régénérations

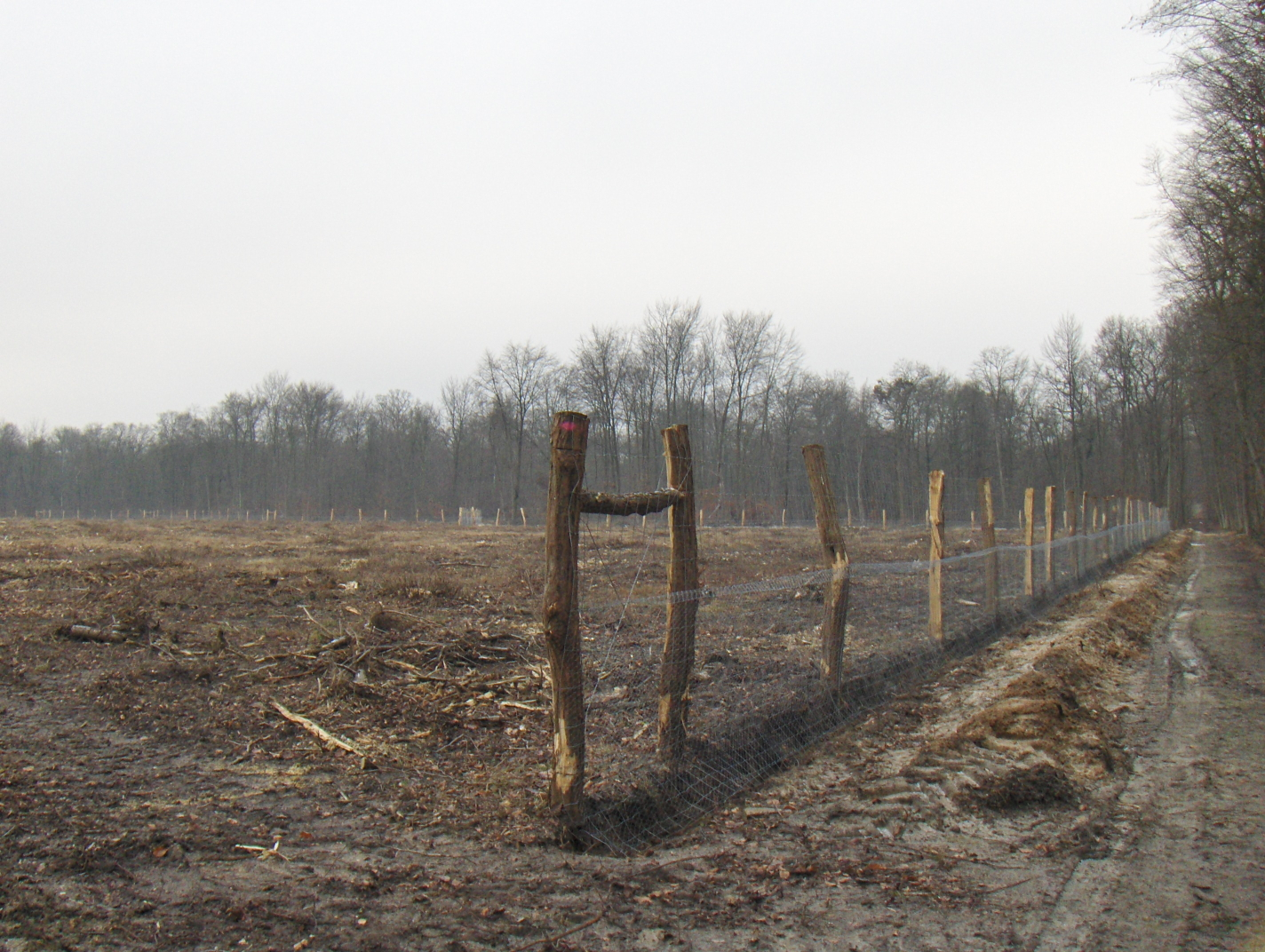
Clôture en cours de fabrication pour protéger une parcelle qui vient de faire l'objet d'une coupe rase. La parcelle fera l'objet d'une régénération. Parcelle 37, bois de la Basse-Pommeraie.

Les premières plantations volontaires, en vue d'étendre le couvert forestier, ont lieu dès le XVIIIe siècle. C'est le cas de la plantation de la forêt du Lys en 1709 ou bien dans d'autres parcelles de manière plus ponctuelle, pour compenser les dégâts causés par le gibier, mais sans atteindre une grande efficacité. C'est surtout au début du XIXe siècle, avant le retour des Condé que sont lancées les premières plantations massives. Après des tests effectués en 1805, 408 ha de terres sont plantés par l'inspection des eaux et forêts de Senlis en forêt de Pontarmé entre 1807 et 1815.
De nos jours, ces plantations représentent 60 000 plants par an et ont pour finalité d'éviter le dépérissement lié au dérèglement climatique et le non-renouvellement de la forêt dans certains lieux. Ces plantations ont représenté 237 ha entre 1991 et 2005. Ailleurs, la régénération naturelle est privilégiée, soit 141 ha sur la même période. Ces régénérations doivent être protégées car les peuplements de la forêt subissent toujours les dégâts occasionnés par le gibier et particulièrement les cervidés, par abroutissement ou par écorçage. De ce fait, 50 % à 66 % des peuplements de la forêt avaient un avenir incertain, voire compromis, en 2003.

### Coupes
Entre 1991 et 2005, la production de bois dans la forêt s'est élevée à 18 532 m3 de bois en moyenne par an, ce qui représente presque 3 m3 par hectare et par an. Entre 2006 et 2020, 872 ha doivent faire l'objet de coupes de régénération. Cette surface est composée à 26 % de peuplements totalement ruinés sans aucune possibilité de survie et à 51 % de peuplements dont la survie ne dépassera pas quinze ans. Le chêne rouvre est en effet exploité au bout de 180 ans, le hêtre au bout de 100 ans et le pin sylvestre au bout de 90 ans. À ces coupes s'ajoutent des coupes d'améliorations qui interviennent tous les six à dix ans sur les peuplements en croissance. En raison de l'appauvrissement des anciens taillis sous futaie, une baisse de la production est prévue pour la période du nouvel aménagement forestier avec une récolte annuelle de 16 000 m3 en moyenne.
Les coupes rases effectuées dans les parcelles ne sont pas sans provoquer des réactions vives et des protestations de la part des riverains et des municipalités voisines de la forêt. La crainte est fréquemment exprimée de voir la forêt abîmée ou détruite par l'exploitation forestière intensive des parcelles,. Pour s'adapter à cette pression, et sur les conseils du Parc naturel régional Oise-Pays de France, l'ONF a décidé de maintenir 15 % des plants sur pieds dans les parcelles en cours de régénération très fréquentées par les visiteurs ou comportant des contraintes biologiques importantes.

## Patrimoine naturel

### Protections
La forêt bénéficie de plusieurs types de protections qui concernent les paysages du massif, ses milieux naturels et les espèces qui y vivent.
C'est un site classé au titre du Domaine de Chantilly : le 28 décembre 1960, l'Institut de France obtient le classement de l'ensemble des sites lui appartenant, dans le but de préserver l'héritage du duc d'Aumale. Depuis, ce site classé représente 7 830 ha couvrant la quasi-totalité de la forêt, à l'exception de la forêt de Pontarmé qui est couverte par le site classé de la forêt d'Ermenonville voisine,.
Quatre zones naturelles d'intérêt écologique, faunistique et floristique (ZNIEFF) couvrent la quasi-totalité du massif et permettent une bonne connaissance des richesses naturelles de la forêt :
- une ZNIEFF de type 1 appelée : « Massif forestier de Chantilly / Ermenonville », qui couvre aussi la forêt d'Ermenonville sur 19 communes de l'Oise, soit une surface totale de 11 048 ha. Cette ZNIEFF concerne la partie centrale de la forêt, la forêt de Pontarmé et le nord de la forêt de Coye[47] ;
- une ZNIEFF de type 1 appelée « Massif forestier d'Halatte », qui comme son nom l'indique, couvre principalement la forêt d'Halatte (7 922 ha) mais concerne aussi les bois de la Coharde, de la Basse-Pommeraie et du Lieutenant[48] ;
- une ZNIEFF de type 2 appelée : « Forêt de Coye » (918 ha), située sur la partie francilienne de la forêt de Coye, communes de Luzarches et Chaumontel[49] ;
- une ZNIEFF de type 2 : « Site d'échanges interforestiers (passage de grands mammifères) d'Halatte/Chantilly » (457 ha). Cette ZNIEFF ne couvre pas un terrain appartenant à la forêt proprement dite, mais une zone de transit d'animaux entre les bois de la Basse-Pommeraie, du Lieutenant et la zone centrale de la forêt[50].

Deux sites Natura 2000 concernent la forêt depuis avril 2006. À ces titres, elle doit faire l'objet de mesures de gestion qui permettent le maintien des espèces concernées et des habitats qu'elles occupent :
- une zone de protection spéciale (ZPS) « Forêts picardes : massif des trois forêts et bois du roi » couvre 13 615 ha et notamment la quasi-totalité de la forêt de Chantilly à l'exception du territoire de la commune de Chantilly et de la partie du massif au nord de la Nonette. Cette zone concerne particulièrement la protection des oiseaux et plus spécifiquement douze espèces recensées[52] ;
- une zone spéciale de conservation (ZSC) « Massifs forestiers d'Halatte, de Chantilly et d'Ermenonville » couvre une surface de 2 396 ha, dont seulement une toute petite partie sur la forêt de Chantilly : l'extrémité ouest des étangs de Commelles et le sud-est de la forêt de Pontarmé, en limite de la forêt d'Ermenonville. Elle concerne particulièrement la protection de 18 types d'habitats différents, d'une vingtaine d'espèces florales protégées et d'une soixantaine d'espèces florales menacées, ainsi que quatre espèces de faune[53].

L'ensemble des communes que couvre la forêt appartient au parc naturel régional Oise-Pays de France depuis sa création en 2004.

### Milieux et habitats naturels

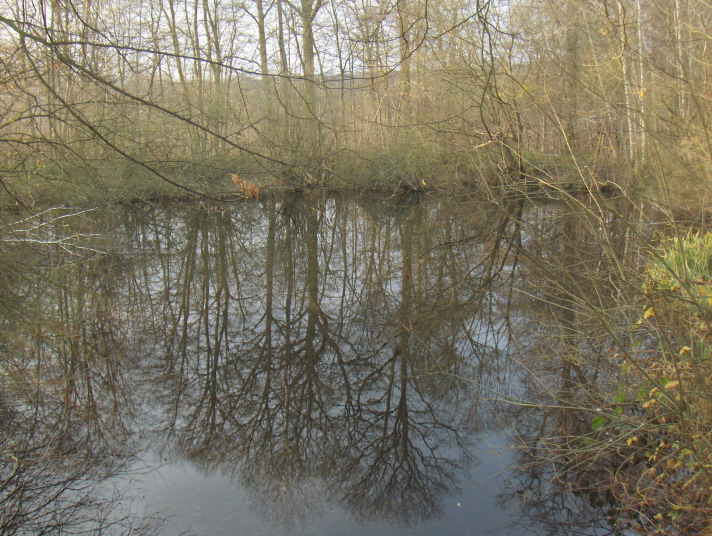
Mare des Quatorze Arpents, en forêt de Coye.

Le milieu naturel prédominant est évidemment le milieu forestier, mais on trouve aussi, dans la ZNIEFF « Massif forestier de Chantilly / Ermenonville », des tourbières et marais pour 4 %, particulièrement en forêt de Coye, des lacs, étangs et mares (eau douce) pour 3 %, des landes, fourrés et pelouses pour 2 % et des pelouses silicicoles ouvertes médio-européennes pour 1 %.
On recense, toujours dans cette ZNIEFF, neuf habitats considérés comme remarquables, rares et menacés en Europe : la chênaie-charmaie acidocline (terrains légèrement acides), la chênaie-charmaie à jacinthe, la chênaie-hêtraie, la hêtraie calcicole, la frênaie à laîche espacée, les groupements herbacés humides nitrophiles, les groupements herbacés sur sables, les landes à éricacées, les pelouses et lisières calcicoles.
Par ailleurs, 18 habitats sont recensés dans le cadre de la zone Natura 2000 - Site d'intérêt communautaire. Quatre d'entre eux sont considérés comme prioritaires car particulièrement menacés en Europe, :
- des pelouses sèches semi-naturelles et faciès d'embuissonnement sur calcaires (avec des sites d'orchidées remarquables), particulièrement dans le secteur de la butte aux Gens d'Armes ;
- des formations herbeuses à nardus, riches en espèces, sur substrats siliceux des zones montagnardes (et des zones submontagnardes de l'Europe continentale), présentes dans la vallée de la Thève et dans le secteur de la butte aux Gens d'Armes ;
- des forêts alluviales à aulne glutineux (Alnus glutinosa) et frêne élevé (Fraxinus excelsior), présentes au marais de la Troublerie, entre les étangs et le viaduc de Commelles ;
- des pelouses calcaires de sables xériques.

Certains milieux naturels particulièrement fragiles ont fait l'objet de travaux de restauration, organisés par le parc naturel régional Oise-Pays de France, en partenariat avec l'ONF, notamment les landes humides par un chantier d'insertion en 2006.

### Flore

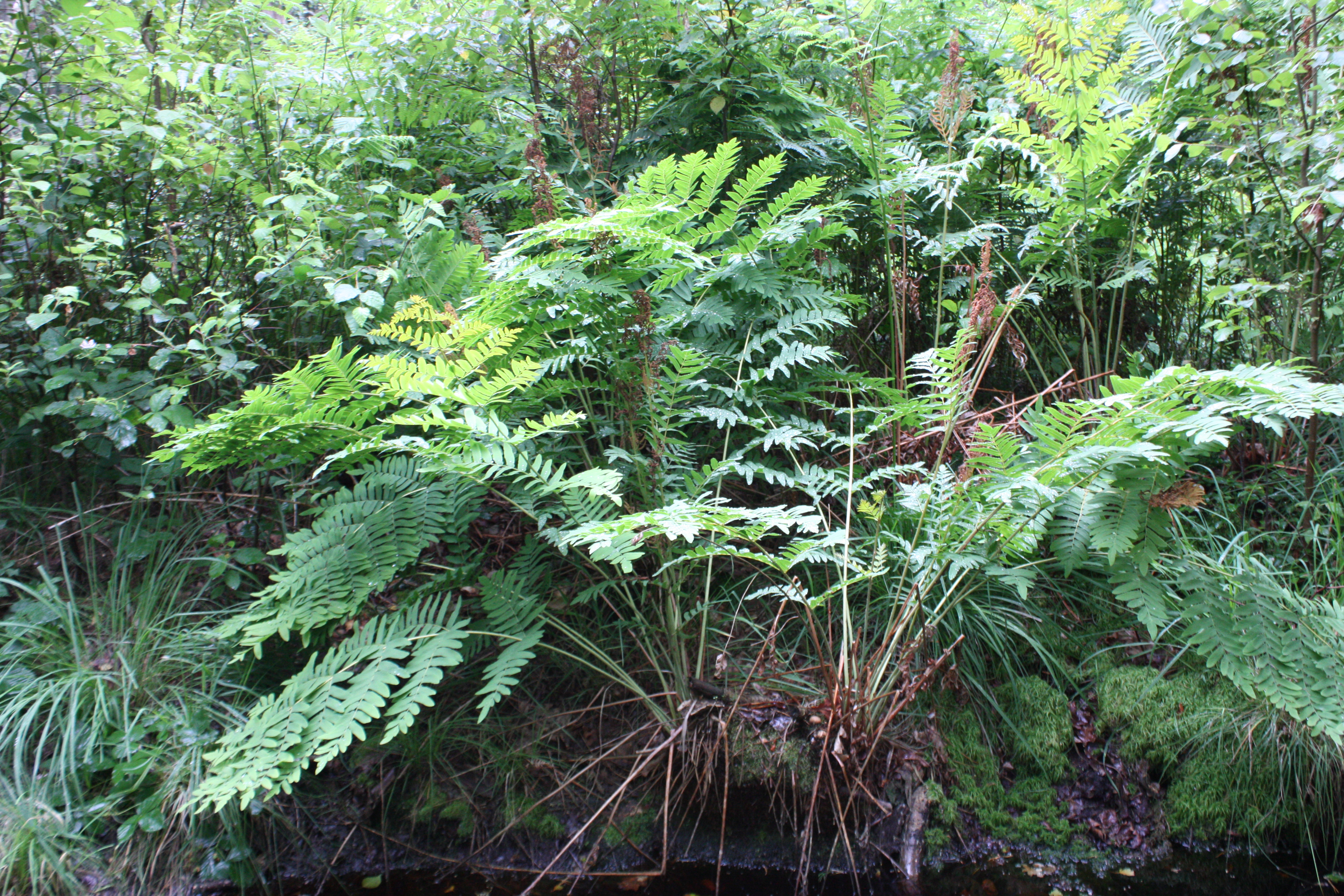
Osmonde royale (Osmunda Regalis).

L'intérêt pour la flore de la forêt de Chantilly est ancien. En effet, en 1671, Paolo Boccone, botaniste sicilien, pratique une herborisation dans les environs du château, à l'invitation du Grand Condé. Il réalise à cette occasion un herbier toujours conservé de nos jours, dans lequel 125 espèces sont recensées.
La forêt a fait l'objet d'inventaire plus contemporains pour différents types d'espèces : 77 espèces ont ainsi été recensées chez les Phanérogames, 3 espèces de Ptéridophytes (appelées plus communément fougères) et 12 espèces de Bryophytes (mousses). La ZNIEFF du massif forestier de Chantilly / Ermenonville intègre un certain nombre d'espèces rares et menacées.
Neuf espèces rares sont recensées en milieu tourbeux : l'Osmonde royale (Osmunda regalis), le Dactylorhize négligé (Dactylorhiza praetermissa), le Mouron délicat (Anagallis tenella), la Bruyère à quatre angles (Erica tetralix), la Baldellie fausse-renoncule (Baldellia ranunculoides), la Véronique en écus (Veronica scutellata), le Laiteron des marais (Sonchus palustris), la Fougère des marais (Thelypteris palustris) et la Guimauve officinale (Althaea officinalis). Cette dernière a été retrouvée particulièrement sur la roselière présente au centre de l'étang Commelles. D'origine anthropique, elle est issue des grandes cultures de plantes médicales réalisées au Moyen Âge et donc peut-être liée à la grange cistercienne de Commelles alors toute proche.
Six espèces sont recensées en sous-bois calcaire : le Sceau de Salomon odorant (Polygonatum odoratum), l'Iris fétide (Iris foetidissima), le Chêne pubescent, la Belladone (Atropa belladonna), dans les coupes sur calcaire, la Mélique penchée (Melica nutans) et le Fragon faux houx (Ruscus aculeatus).

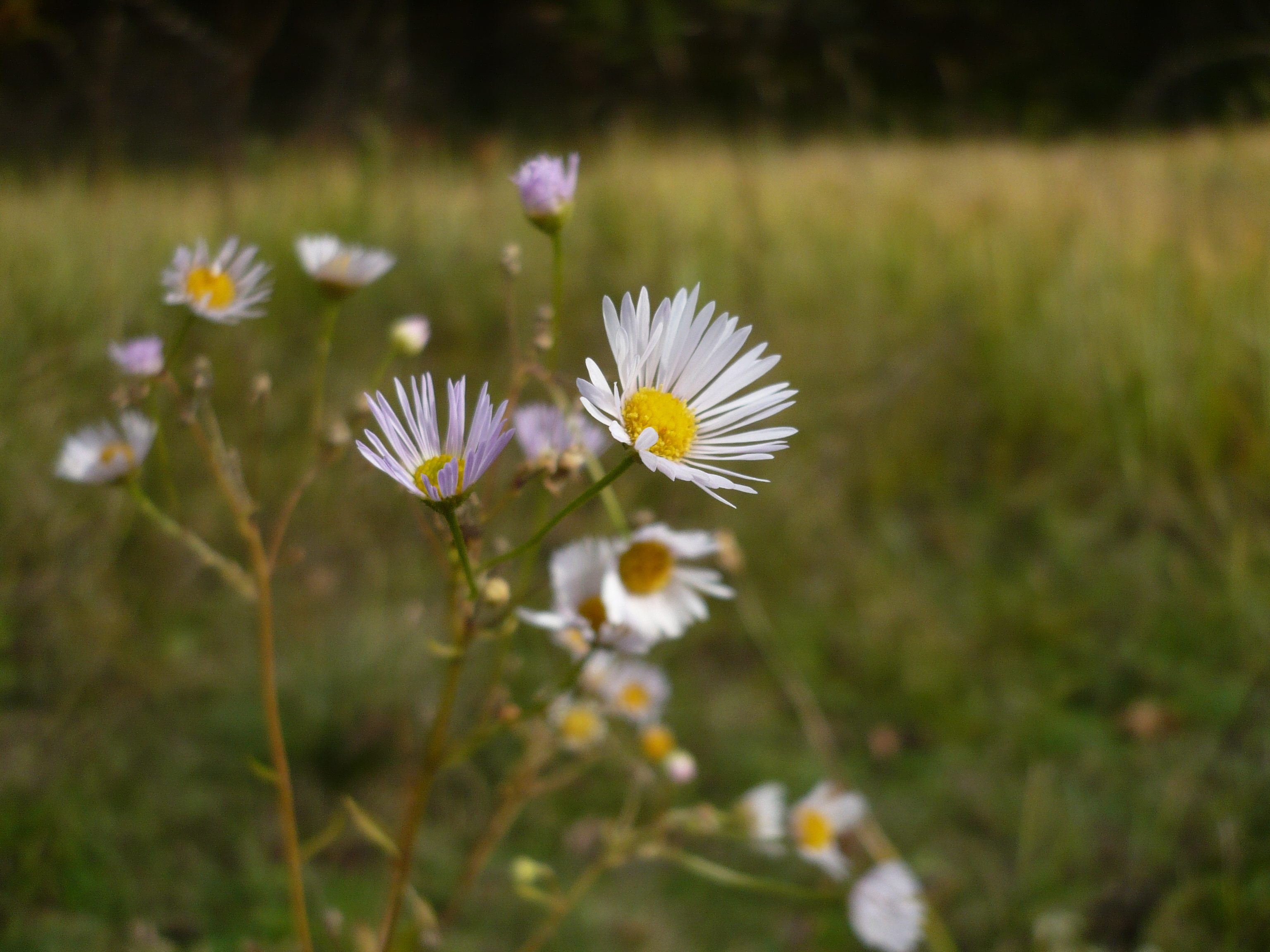
L'Aster à feuilles lancéolées (Symphyotrichum lanceolatum), une des plantes invasives de la forêt de Chantilly.

Treize sont recensées sur les pelouses et leurs lisières : le Géranium sanguin (Geranium sanguineum), la Mélitte à feuilles de mélisse (Melittis melissophyllum), la Gentiane croisette (Gentiana cruciata), l'Orchis militaire (Orchis militaris), l'Orchis singe (Orchis simia), le Doronic plantain (Doronicum plantagineum), la Germandrée botryde (Teucrium botrys), l'Orchis pyramidal (Anacamptis pyramidalis), l'Orobanche blanche (Orobanche alba), l'Épipactis rouge foncé (Epipactis atrorubens), le Bugle petit-pin (Ajuga chamaepitys), le Bugle de Genève (Ajuga genevensis) et l'Alysson à calices persistants (Alyssum calycinum L.).
Onze sont recensées sur sable : le Cynoglosse officinal (Cynoglossum officinale), la Laîche des sables (Carex arenaria), l'Ornithope délicat (Ornithopus perpusillus), la Mousse fleurie (Crassula tillaea), sur les sables nus, la Téesdalie à tige nue (Teesdalia nudicaulis), la Violette des chiens (Viola canina), la Potentille argentée (Potentilla argentea), la Sagine noueuse (Sagina nodosa), la Salicaire pourpier (Lythrum portula), la Laîche des lièvres (Carex ovalis) et le Maïanthème à deux feuilles (Maianthemum bifolium).
À l'inverse, on note la présence d'espèces invasives qui ont tendance à envahir les différents milieux de la forêt et à éliminer les espèces locales. Il s'agit par exemple du Cerisier tardif (Prunus Serotina), originaire d'Amérique du Nord et arrivé en forêt de Chantilly par le biais de la forêt de Compiègne. On peut encore citer l'Ailanthe (Ailanthus altissima) ou l'Aster à feuilles lancéolées (Symphyotrichum lanceolatum). Des chantiers d'insertion et des actions de bénévoles sont organisés pour tenter de les éliminer dans les lieux où ils abondent.

### Faune

#### Insectes

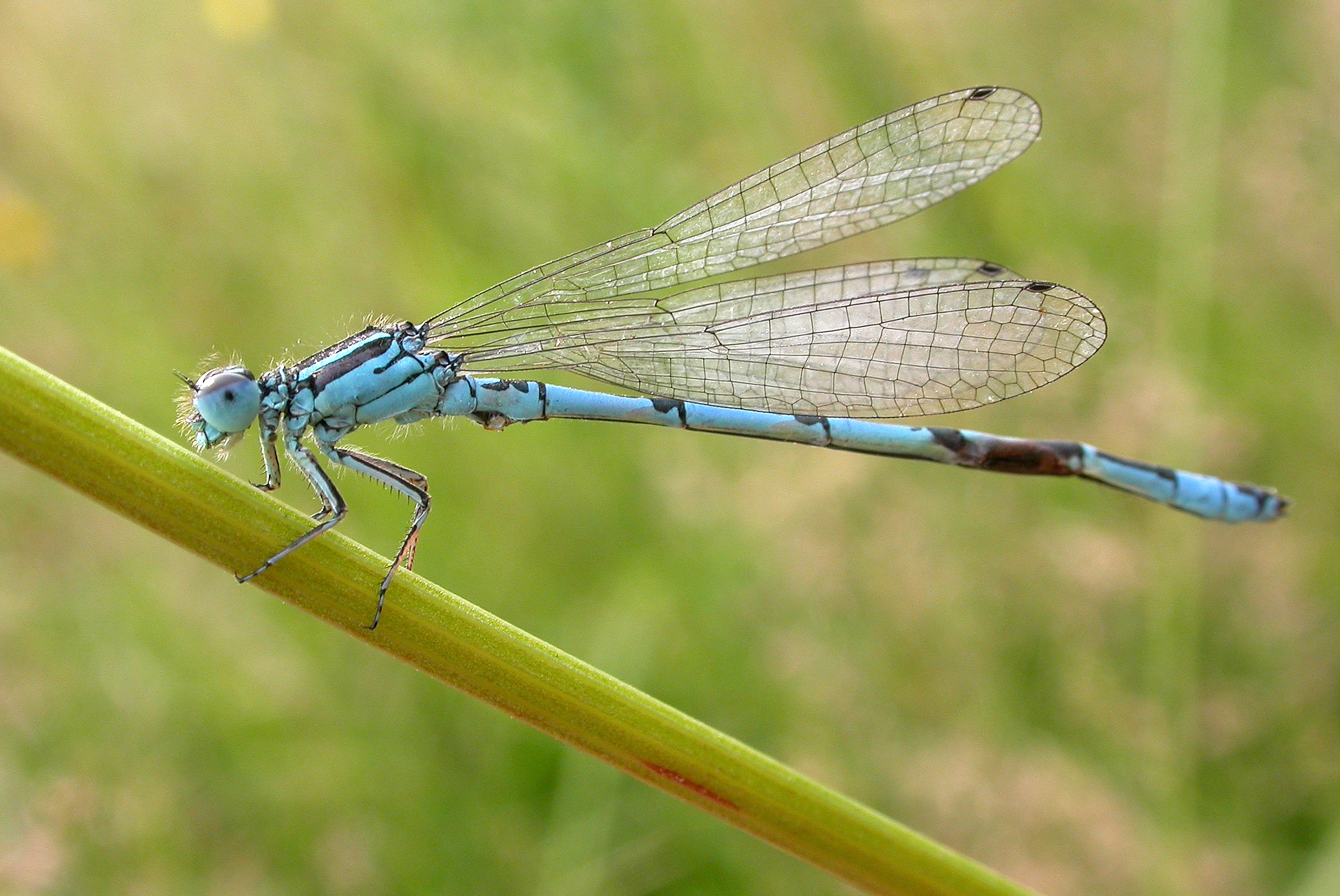
Agrion de Mercure.

Deux espèces sont particulièrement observées et font l'objet d'une protection spécifique dans le cadre du Site d'intérêt communautaire - Natura 2000,. Il s'agit d'une libellule appelée Agrion de Mercure (Coenagrion mercuriale), rare, en déclin dans le nord de la France et présente uniquement dans la vallée de la Thève et d'un papillon appelé Écaille chinée (Euplagia quadripunctaria). On peut noter aussi la présence du papillon Cuivré des marais (Lycaena dispar), lié aux zones humides et le Lucane cerf-volant (Lucanus cervus), le plus gros coléoptère d'Europe, pouvant atteindre 8 à 10 cm, qui vit dans les bois morts des boisements de feuillus.

#### Herpétofaune
Plusieurs reptiles et amphibiens, considérés comme rares et menacés à l'échelle du nord de la France, sont présents dans la ZNIEFF du massif de Chantilly : la Vipère péliade (Vipera berus), la Coronelle lisse (Coronella austriaca), le Lézard des murailles (Podarcis muralis), la Grenouille agile (Rana dalmatina) et le Triton alpestre (Ichthyosaura alpestris).

#### Oiseaux
L'avifaune, dont 19 espèces ont été recensées, fait l'objet d'une protection spéciale à la fois par le biais d'une zone importante pour la conservation des oiseaux (ZICO) et d'une zone de protection spéciale (ZPS) dans le cadre du réseau Natura 2000,. On peut ainsi noter la présence des oiseaux comme l'Alouette Lulu (Lullula arborea), le Blongios nain (Ixobrychus minutus), la Bondrée apivore (Pernis apivorus), le Busard Saint-Martin (Circus cyaneus), l'Engoulevent d'Europe (Caprimulgus europaeus) qui est particulièrement menacé, le Martin-pêcheur d'Europe (Alcedo atthis), présent dans la vallée de la Thève, le Pic mar (Dendrocopos medius), le Pic noir (Dryocopus martius) et la Pie-grièche écorcheur (Lanius collurio). La zone sert aussi d'étape migratoire pour le Balbuzard pêcheur (Pandion haliaetus), la Cigogne blanche (Ciconia ciconia) et la Grue cendrée (Grus grus).

#### Mammifères
La forêt abrite 27 espèces différentes de mammifères, particulièrement des colonies rares de chauve-souris comme le Petit rhinolophe (Rhinolophus hipposideros) et la Noctule commune (Nyctalus noctula). La Martre des pins (Martes martes) y est également une espèce rare et protégée.
Mais la forêt de Chantilly est surtout connue pour ses grands mammifères que sont le sanglier (Sus scrofa), le chevreuil (Capreolus capreolus) et le cerf élaphe (Cervus elaphus). Le nombre de ces derniers est en diminution constante depuis une dizaine d'années : au nombre de 438 en 1997, 181 en 2002, ils ne sont plus que 125 cerfs recensés en 2009.
La fragmentation de la forêt de Chantilly en différents bois pose des problèmes épineux à ces grands mammifères lors de leurs déplacements d'un bois à l'autre. Des problèmes récurrents comme d'importants dégâts dans les cultures, sont observés, notamment dans la zone interforestière située sur la commune d'Avilly-Saint-Léonard, entre le bois du Lieutenant, de la Basse-Pommeraie et la zone centrale de la forêt. Une politique de corridors écologiques a été mise en place par le parc naturel régional (PNR) Oise-Pays de France en vue de faciliter le passage de ces animaux, tout en tentant de minimiser les dégâts.

## Lieux remarquables

### Sites naturels

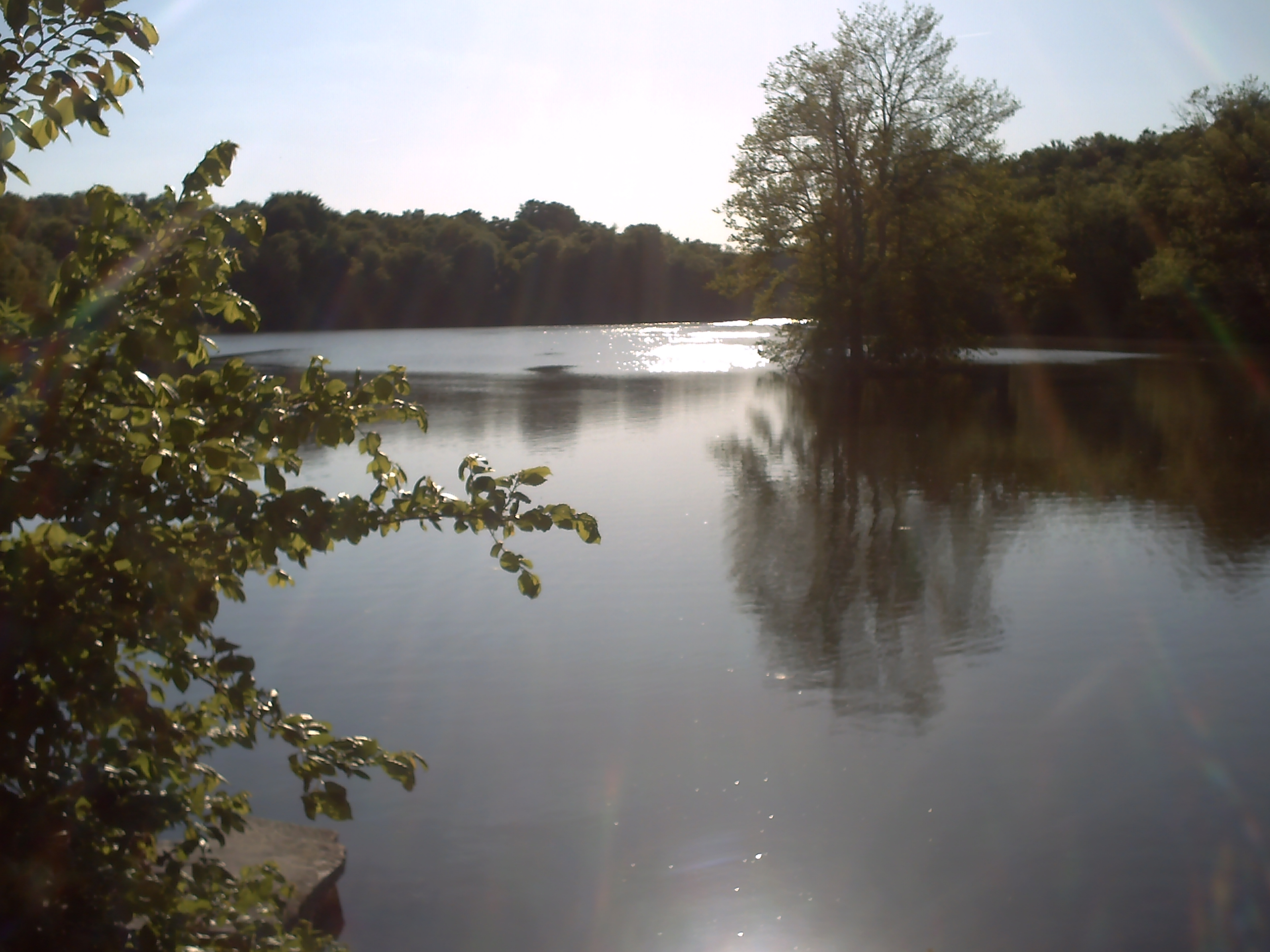
Les étangs de Commelles.

Les Étangs de Commelles, d'une superficie de 30,96 ha, occupent la vallée de la Thève. Ils sont aménagés comme viviers à poissons de 1204 à 1208 par les moines convers de la grange de l'abbaye de Chaalis toute proche. Ils sont constitués de quatre étangs distincts : l'étang Comelle (éponyme) en amont, en partie comblé par une île couverte d'une roselière, à l'est, l'étang Chapron, l'étang Neuf et l'étang de la Loge (le plus grand, 9,95 ha), en aval à l'ouest. Il existait autrefois un cinquième étang, appelé étang de la Troublerie, situé après le château de la Reine Blanche, qui a été asséché au XVIIe siècle et transformé en peupleraie puis en marais. Les étangs ne font plus office de viviers mais sont toujours aménagés pour la pêche : on y trouve la plupart des poissons d'eau douce.
La Butte aux Gens d'Armes est une butte-témoin située en forêt de Pontarmé, recouverte de sables éoliens culminant à 103 mètres d'altitude, l'un des rares points élevés au nord de la forêt. Elle doit son nom aux gens d'armes des princes de Condé qui se servaient de cette butte comme terrain d'entraînement.
Les Côtes d'Orléans et le Pain de sucre sont les secteurs les plus élevés (respectivement 122 et 109 m) et les plus accidentés de la forêt, situés dans la forêt de Coye, en limite de la commune de Chaumontel.
La mare des quatorze arpents, située en forêt de Coye, sur le territoire de la commune de Luzarches, est la seule mare permanente située en dehors des vallées de la Thève et de la Nonette. Elle a bénéficié, au cours des années 2007-2008, de la restauration des zones humides qui l'approvisionnent, sous la houlette du parc naturel régional.

### Arbres remarquables

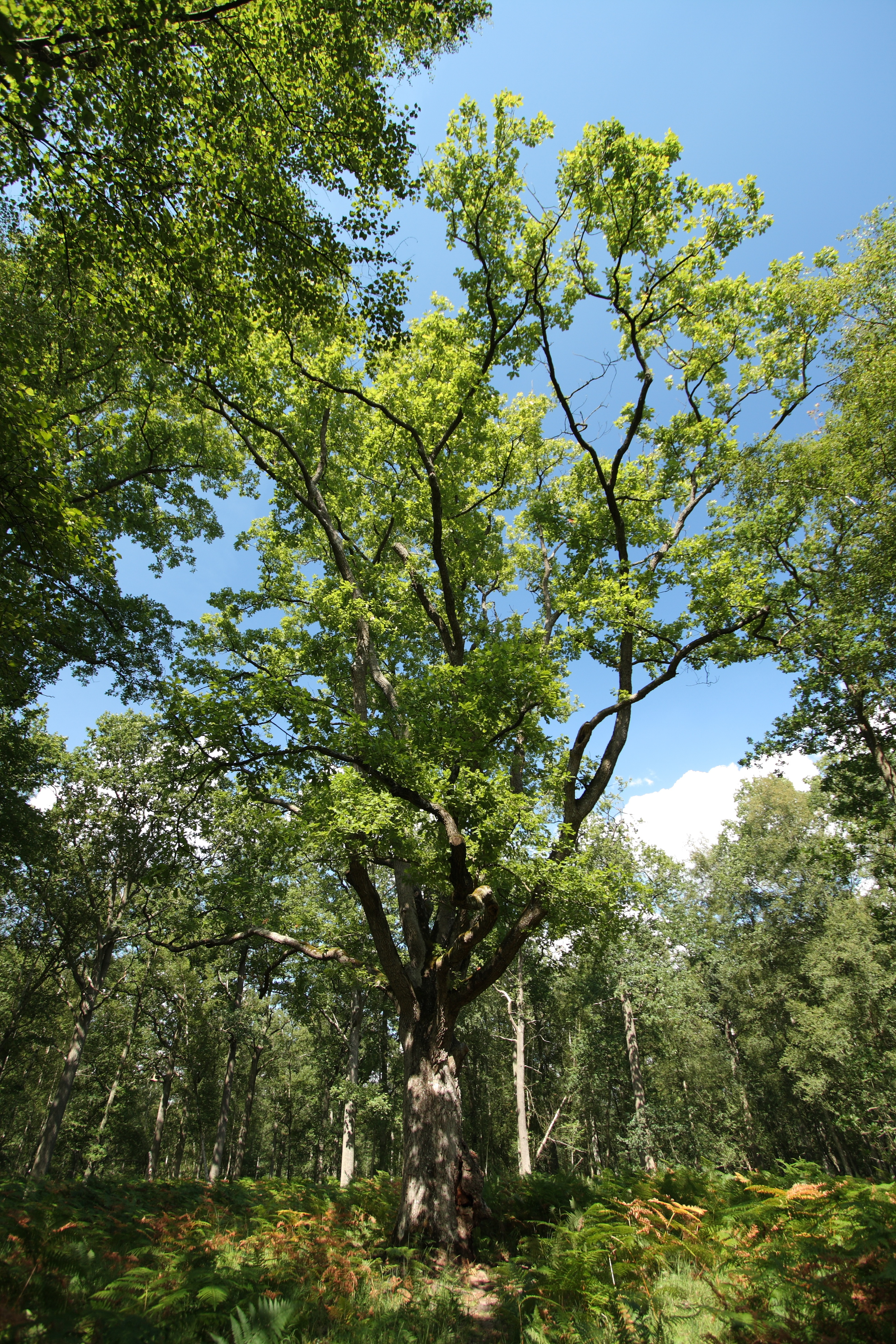
Le chêne des Grès, chêne sessile âgé de 300 ans environ.

Trois arbres bénéficient, en forêt, d'une signalétique spécifique pour leur âge, leur taille ou leur forme particulière :
- le chêne du Coup de Foudre, chêne sessile de 35 m de haut, 159 cm de diamètre à 1,30 m du sol et âgé de 350 ans environ, situé en forêt de Pontarmé. Foudroyé au milieu des années 1980, il en a gardé la trace avec une partie de l'écorce fissurée mais s'est effondré en 2022-23 (date à préciser).
- le chêne des Grès, chêne sessile de 23 m de haut, 146 cm de diamètre à 1,30 m et âgé de 300 ans environ, situé en forêt de Pontarmé ;
- le chêne de la Basse-Pommeraie, situé dans le bois du même nom, chêne sessile de 30 m de haut, 169 cm de diamètre à 1,30 m du sol et âgé de 350 ans environ.

Méritent également d'être cités le chêne Sylvie qui atteint 30 m de haut et 129 cm de diamètre, le chêne des Trois Frères et les arbres entrelacés en forêt de Coye, un chêne et un hêtre de 15 et 25 m de haut.

### Monuments historiques

#### Monuments historiques sur le territoire de la forêt

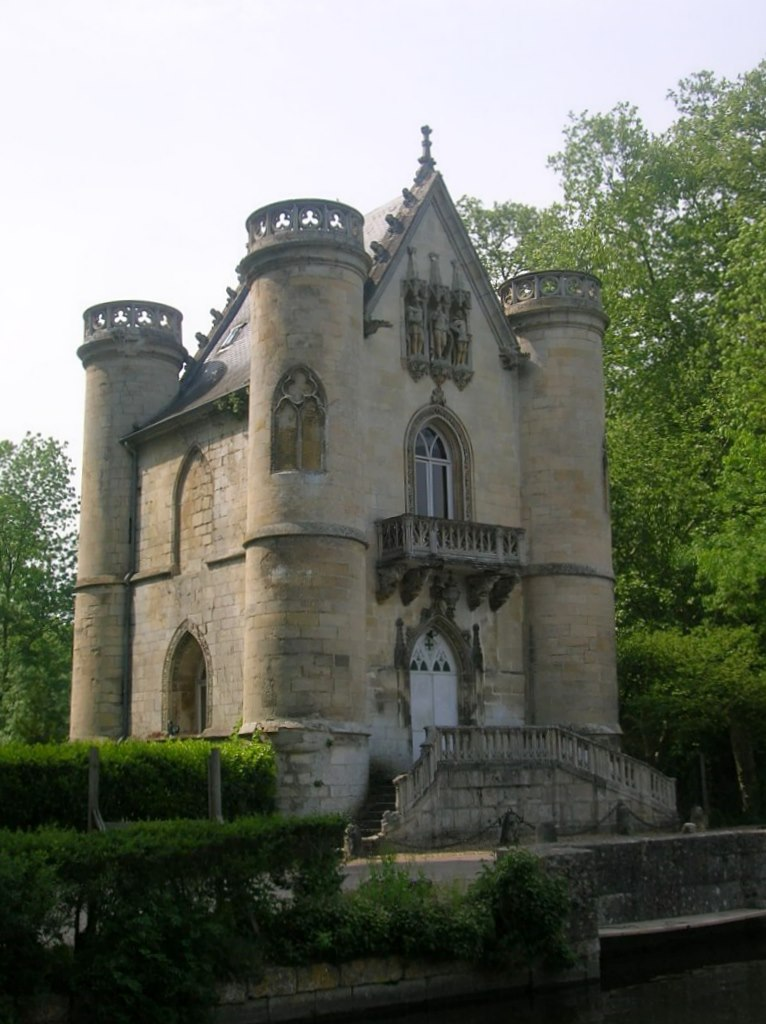
Le château de La Reine Blanche.

Le château de la Reine Blanche (classé monument historique depuis 1989), situé à l'extrémité occidentale des étangs sur la commune de Coye-la-Forêt est une petite construction de style néo-gothique, édifiée par l'architecte Victor Dubois pour le duc de Bourbon en 1825 et 1826. Il est bâti sur les ruines d'un moulin, lui-même édifié à l'emplacement d'un château qui aurait été, selon la légende infondée, habité par Blanche de Castille. En réalité, ce château a été construit par le propriétaire du domaine de l'époque, Pierre de Chambly, seigneur de Viarmes à la fin du XIIIe siècle. Le château actuel présente des portes et fenêtres ogivales, ainsi que quatre tours crénelées, inspirées de celles existantes sur le bâtiment du Moyen Âge. Le château est loué par l'Institut de France et n'est pas visitable.
Le four à tuile (classé monument historique depuis 1914) est situé dans le clos de Commelles, sur la commune d'Orry-la-Ville. Longtemps improprement désigné comme lanterne des morts, il s'agit en réalité d'un ancien four à tuile construit au XIIe siècle pour la grange de Commelles toute proche, qui dépendait de l'abbaye cistercienne de Chaalis (aujourd'hui en partie détruite). Il a fait l'objet de fouilles archéologiques.
La Table (inscrite monument historique depuis 1970), est située en limite des communes de Chantilly et d'Avilly-Saint-Léonard, au milieu du rond-point sur la route entre La Chapelle-en-Serval et Chantilly. Elle est aussi appelée « table de Montgrésin », du nom d'un hameau de la commune d'Orry-la-Ville situé à proximité, ou « table du roi ». Cette table de pierre date des aménagements des allées en forêt effectués en 1669-1670 selon les plans d'André Le Nôtre et se trouve au point de jonction de douze routes forestières. C'est un haut lieu de la vénerie, le lieu traditionnel de rendez-vous pour le départ des équipages des princes de Condé et de leurs successeurs et le lieu de la curée. C'est aussi le lieu où les princes accueillaient leurs hôtes illustres à l'entrée de leur domaine comme en 1671, lorsque le Grand Condé y accueille Louis XIV. En 1733, un Estats des forests de Chantilly, d'Halatte et d'Ermenonville… signale la présence de deux autres tables servant de rendez-vous de chasse : la table du Buffet et la table du Petit Couvert, situées alors aux carrefours du même nom. Elles ont depuis disparu.
La Table d'Apremont (inscrite monument historique depuis 1988) est un autre rendez-vous de chasse, créé au XVIIIe siècle, situé entre les communes d'Apremont et de Vineuil-Saint-Firmin, au point de jonction entre le bois du Lieutenant et le bois de la Basse-Pommeraie. Elle est le point de rencontre de huit routes forestières.
La Faisanderie d'Apremont (inscrite monument historique depuis 1988) est un ensemble de trois bâtiments situé dans une clairière au milieu du bois de la Basse-Pommeraie, sur la commune de Vineuil-Saint-Firmin. Construit vers 1830, cet ensemble a servi à l'élevage de gibier pour la chasse et de maison forestière. Une autre faisanderie était située au lieu-dit la Vignette, en forêt de Pontarmé, dont les bâtiments existent toujours. Il subsiste par ailleurs six autres maisons forestières dans le reste de la forêt : la Fourrière et la Porte Vaillant en limite du parc du château, Avilly, la Muette et Thiers-sur-Thève en forêt de Pontarmé et la Porte des Vignes à Coye.
La Grande glacière du château (inscrite monument historique depuis 1988) est située en bordure de forêt, entre la route du Connétable et la route de Montgrésin près du carrefour des lions. Elle mesure 9,25 m de diamètre pour 11 m de profondeur, sa capacité atteignant les 600 tonnes de glace. C'était l'une des quatre glacières du château de Chantilly.
La statue de Diane chasseresse, autrefois présente au carrefour du même nom au sud de l'hippodrome était elle aussi protégée au titre des monuments historique depuis 1988. Elle a été volée en 1989 et il n'en restait plus que le socle. Une nouvelle statue en fonte a été réalisée à partir de la statue identique du château de Bellevue à Presles (Val d'Oise).

#### Monuments historiques aux abords immédiats
Plusieurs monuments situés aux abords immédiats de la forêt ont un lien direct avec celle-ci.
Le château de Chantilly, siège de la seigneurie, est à l'origine de la constitution du massif forestier. Jusqu'à l'époque du Grand Condé, son parc se confondait avec la forêt environnante par des limites floues. Il faut attendre 1662 pour voir une clôture installée pour séparer les deux entités.
L'abbaye de Royaumont, à 800 m de la forêt actuelle, a longtemps possédé le bois de Bonnet, appelé autrefois bois de Royaumont, et une partie du bois du Lys. Le bois de Bonnet est acheté par les seigneurs de Chantilly en 1701, en même temps que les propriétés du marquisat de Coye. Il est à nouveau racheté par ces mêmes seigneurs en 1819, après l'épisode révolutionnaire.
L'abbaye d'Hérivaux est installée depuis 1140 dans une vallée retirée au sud du massif et encerclée par la forêt, sur l'actuelle commune de Luzarches. Cette abbaye de chanoines de Saint-Augustin possédait un certain nombre de bois au sud de Coye. Ces bois ont été achetés en 1716 pour être intégrés à la forêt de Chantilly.
Le château de Pontarmé, appartenait à une seigneurie à l'origine des premiers bois constituant la forêt du même nom au Moyen Âge. Cette seigneurie est achetée par Anne de Montmorency en 1545 pour la fusionner avec le domaine et le château transformé en ferme. Le château du XVIe siècle existe toujours ; il a été restauré au cours du XXe siècle.

## Usages de la forêt

### La chasse

#### Son histoire

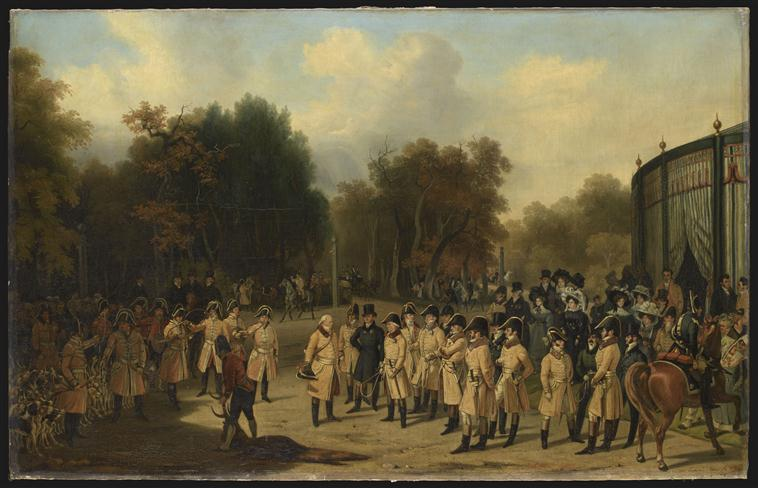
La Curée à la Table, en 1828, à l'époque de Louis VI Henri de Bourbon-Condé, par Adolphe Ladurner, Musée Condé.

La forêt a été créée par la vénerie et pour la vénerie. Un vaste domaine forestier est en effet indispensable pour pratiquer cette chasse qui nécessite de vastes espaces avec du gibier en abondance. À l'époque moderne, la forêt est le lieu régulier des chasses royales, organisées par les princes et auxquelles sont invités Louis XIV (1670, 1692 et 1693), puis Louis XV (1722, 1724 et 1725), ainsi que les grands du royaume. Les grandes écuries du château (1719-1735) sont construites dans le but d'accueillir les meutes et chevaux permettant la tenue de chasses quasi-quotidiennes. Les décorations de ce bâtiment sont presque entièrement consacrées à ce thème. Il faut attendre 1760 et le prince Louis V Joseph de Bourbon-Condé pour voir l'organisation d'un équipage dans le sens actuel. Celui-ci entretient ainsi en 1772, 19 personnes et 183 chiens pour les chasses, 80 % de celles-ci étant des chasses à courre, 53 % concernant le cerf, 21 % le sanglier, d'après le Journal des chasses du prince de Condé à Chantilly rédigé par le capitaine des chasses Jacques Toudouze (1748-1785). Louis-Joseph de Condé est réputé pour avoir ainsi tiré 606 lièvres en un seul jour de chasse ou encore 66 sangliers et 2 chevreuils un autre jour. Au total, 50 800 pièces de gibiers sont ainsi comptabilisées pour la seule année 1759.
En 1815, l'organisation des chasses princières reprend et un équipage est maintenu jusqu'en 1848. À leur apogée, on compte 400 chiens dédiés à la chasse et leur domaine de chasse s'étend sur 60 000 ha. Avec l'exil du duc d'Aumale, une société de chasse est créée de manière à continuer la pratique de la chasse, principalement à tir, sur le domaine. Après le retour d'exil, un nouvel équipage est recréé. Même si le duc pratique peu la chasse, c'est à chaque fois l'occasion d'inviter les membres de l'aristocratie européenne à laquelle il est lié : familles du Danemark, d'Angleterre, du Portugal, de Russie. En 1894, le duc de Chartres, neveu du duc d'Aumale, monte un nouvel équipage pour la chasse, gardant les droits de chasse dans la famille jusqu'à sa mort en 1910.

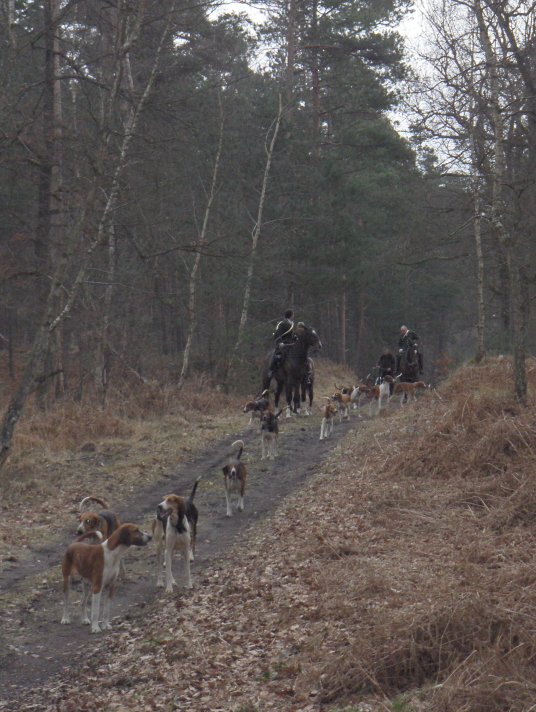
Rallye Pic'Hardy Chantilly en cours de chasse.

En 1898, avec l'entrée de la forêt dans le régime forestier régulier, les droits de chasse sont gérés par l'administration des eaux et forêts. L'administration accorde ainsi un premier droit de chasse à courre à l'équipage du prince Murat entre 1910 et 1914. C'est le rallye Vallière qui est titulaire de ce droit pendant l'entre-deux-guerres puis le rallye Pique-Avant nivernais jusqu'en 1972.

#### Sa pratique actuelle
De nos jours, deux équipages sont actifs en forêt de Chantilly. Le Rallye Trois Forêts, en tenue bleue, se consacre à la chasse au cerf. Le Rallye Pic'Hardy Chantilly, en tenue verte, se consacre au chevreuil. Les chasses se déroulent les mardis, mercredis et samedis. La chasse à tir se pratique aussi d'octobre à février. Au total, quatorze lots de chasse à tir sont loués par bail sur le territoire de la forêt par l'ONF, la taille des lots allant de 44 à 510 ha.
La pratique de la chasse à courre n'est pas sans poser quelques problèmes avec les riverains et les autres usagers de la forêt. Plusieurs cas de débordements de la chasse dans les environs du massif entraînent des protestations de la population locale.

### L'exploitation des ressources
La chasse ayant toujours été une priorité, l'exploitation des ressources de la forêt a longtemps été secondaire dans les priorités données par ses propriétaires. L'exploitation forestière en vue de la production de bois est devenue, depuis, l'objectif prioritaire pour l'Institut de France. Le chêne de la forêt est reconnu pour sa couleur claire, son grain fin et la faible quantité d'aubier. Le bois produit peut aussi bien servir en menuiserie, en charpente, mais aussi pour la merranderie ou le bois de chauffage lors des coupes d'éclaircie. La vente se fait en général sur pied et en bloc, c'est-à-dire avec un prix fixé pour l'ensemble du lot, par des adjudications effectuées en automne. L'essentiel de la production est acheté par des exploitants forestiers locaux. Aux environs immédiats de la forêt, on trouve, en effet, une filière bois développée avec cinq entreprises spécialisées dans le sciage et l'exploitation forestière.
Contrairement à sa voisine la forêt d'Halatte, peu de carrières se sont implantées sur l'emprise du domaine, mais plutôt dans ses environs immédiats. Le sable était exploité encore récemment dans la forêt de la Haute-Pommeraie et la pierre de taille l'est encore à Saint-Maximin, en limite du bois de la Coharde. Une autre ressource naturelle de la forêt est l'apiculture. De nombreuses ruches sont déposées en forêt de Chantilly de la mi-juin à la mi-juillet afin de profiter de la floraison des tilleuls, le miel de tilleul devenant progressivement une spécialité locale.

### Un terrain d'entraînement hippique et sportif

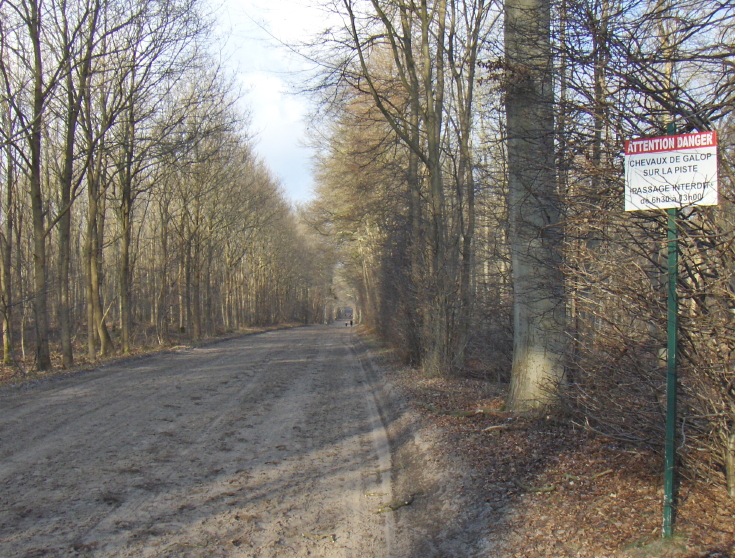
Route des Vieilles Garennes. Piste d'entraînement pour chevaux de course.

La forêt est surtout le terrain d'entraînement privilégié de nombreux chevaux de course sur ses pistes sablonneuses : elles représentent 47 km de pistes sur 1 500 ha strictement réservées à l'usage des chevaux à certaines heures de la journée, dont 17 km servent au galop et 30 km à la promenade. On y compte 550 chevaux de race Pur-sang, spécialisés dans les courses de galop et dépendant d'une trentaine d'entraîneurs. La piste d'entraînement la plus célèbre de la forêt est la « piste des Lions » : c'est une ligne droite de 4 km située entre l'hippodrome de Chantilly et Lamorlaye. Toutes ces pistes sont entretenues directement par France Galop qui loue ces terrains à l'Institut de France. Elles sont hersées plusieurs fois par jour et des apports supplémentaires en sable sont régulièrement effectués. Certains sentiers sont ainsi interdits aux promeneurs entre 6 heures et 13 heures. Les liens très étroits entre la forêt et le monde hippique se retrouvent dans les noms des courses se déroulant sur l'hippodrome de Chantilly. Plusieurs d'entre elles portent en effet le nom de lieux de la forêt : prix des Côtes d'Orléans, prix du Pain de Sucre, prix de la butte aux Gens d'Armes par exemple.
Par ailleurs, le polo profite aussi de la forêt de Chantilly. Le plus grand centre d'entraînement de la discipline occupe 205 ha de terrains situés entre le bois du Lieutenant et le bois de la Basse-Pommeraie, concédés par l'Institut sur les terrains du domaine de Chantilly. Jusqu'à 500 chevaux se retrouvent pour des entraînements ou des compétitions sur la dizaine de terrains en limite de forêt.
Enfin, la forêt sert aussi de terrain de golf : deux terrains utilisent en effet des espaces gagnés sur la forêt, sur des propriétés du domaine de Chantilly : le golf de Chantilly (36 trous, 119 ha), créé en 1907 dans les bois de la Basse-Pommeraie et de la Coharde, le golf de l'hôtel palace du Dolce (18 trous, 83 ha) entre les bois de la Basse-Pommeraie et du Lieutenant. Un dernier terrain, le golf d'Apremont (18 trous, 120 ha) a été créé en limite des bois du Lieutenant, de la Haute-Pommeraie et de la forêt d'Halatte, sur une ancienne propriété du duc d'Aumale et de la famille Rothschild.

### Le tourisme

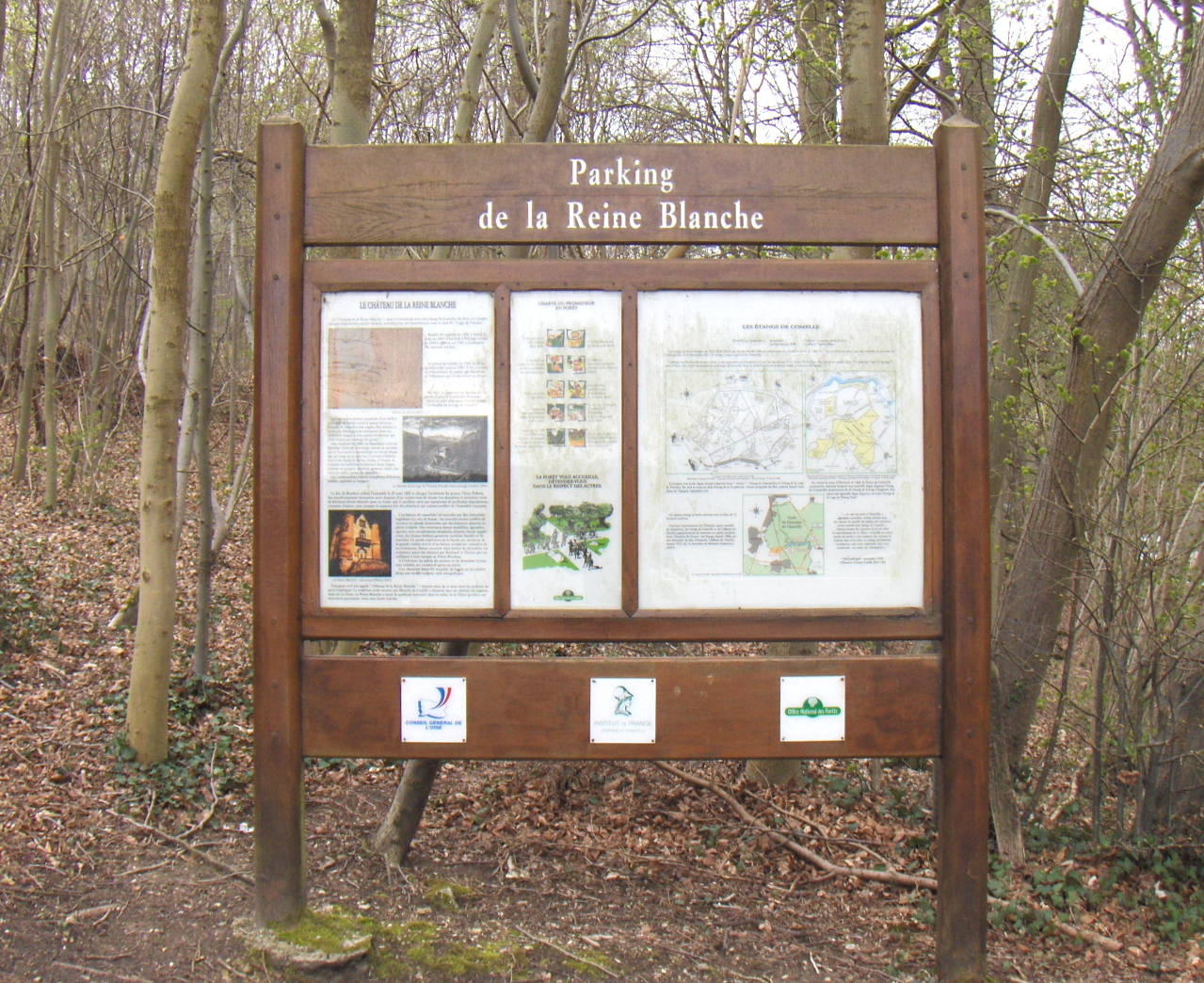
Panneau d'information du parking de la Reine Blanche à Coye-la-Forêt

Selon les études, le massif est visité chaque année par 1,7 à 4,3 millions de Franciliens, ce qui en fait la 7e forêt la plus visitée dans l'agglomération parisienne. Cette fréquentation vient essentiellement de visiteurs venus du nord de la région Île-de-France, la forêt de Chantilly représentant la forêt préférée, pour la visite, de 15,5 % des habitants de Seine-Saint-Denis et 9,3 % des Valdoisiens, selon une étude de 1999. L'ensemble du domaine accueille jusqu'à 20 000 visiteurs simultanément en période de pointe.

#### Accueil des visiteurs
Plusieurs aménagements touristiques ont été réalisés, financés par le propriétaire, l'Institut de France, mais aussi par l'ONF et le Conseil général de l'Oise. On compte une douzaine de parkings aménagés permettant un accès direct à la forêt, ainsi que huit aires de pique-nique. Ces aménagements sont concentrés autour de la partie centrale de la forêt et des étangs de Commelles, presque aucun aménagement de ce type n'existant dans la partie valdoisienne et dans la partie septentrionale de la forêt. L'unité territoriale de l'ONF organise par ailleurs des visites de la forêt à la demande.
Afin de lutter contre les abus et gérer les conflits d'intérêts entre usagers de la forêt, un poste permanent à cheval de la gendarmerie nationale basé à Senlis est chargé de la surveillance du massif, ainsi que de ceux d'Ermenonville et d'Halatte. Il est composé de six militaires et de cinq chevaux de la Garde républicaine.

#### Sentiers de randonnée

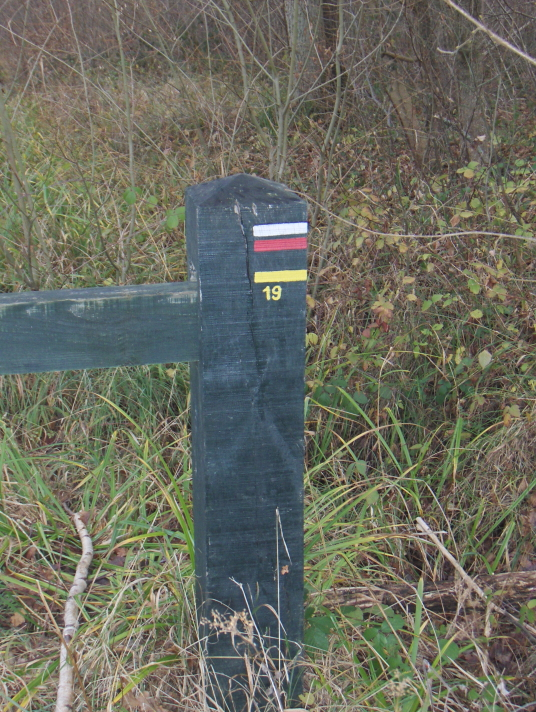
Balisage du GR 1 et du PR 19 en forêt de Coye.

Trois sentiers de grande randonnée traversent la forêt. Le GR 1 (Tour de Paris) longe le sud du massif. Il vient de Luzarches, passe par la gare d'Orry-la-Ville - Coye, remonte vers la rive sud des étangs de Commelles puis traverse le village de Montgrésin et la commune de Pontarmé vers la forêt d'Ermenonville. Le GR 11 (le grand tour de Paris) vient de Senlis et va en direction de Saint-Maximin (ou inversement) en traversant le parc du château de Chantilly (plus précisément le parc de Sylvie), passe sous la porte Saint-Denis et redescend vers le canal Saint-Jean qu'il longe jusqu'à traverser le quartier du Coq chantant à Chantilly. Le GR 12 (sentier Amsterdam-Paris) vient lui aussi de Senlis, traverse la forêt à proximité du carrefour de la Table, en direction des étangs de Commelles où il rejoint ensuite le parcours du GR 1. Enfin, le GR 655, qui va de Belgique vers Saint-Jacques-de-Compostelle via Tours (Via Turonensis), suit le GR 12, bifurque à Coye-la-Forêt, longe le bois de Bonnet au nord et rejoint le GR 1 à Viarmes.
Quatre sentiers de petite randonnée (PR, balisés en jaune) sont présents dans le massif. Dans l'Oise, le PR 19 parcourt la ville de Chantilly et traverse la forêt au sud de l'hippodrome et le PR 20 effectue un parcours dans la commune de Thiers-sur-Thève, dans la vallée de la Thève et sur la butte aux Gens d'Armes. Dans le Val-d'Oise, le PR 17 autour de Royaumont traverse le bois de Bonnet et le PR 19, sur la commune de Luzarches, traverse l'extrémité sud du massif.
Par ailleurs, il existe trois sentiers botaniques en forêt : le sentier botanique de Champoleux sur la commune de Coye-la-Forêt, le sentier autour de l'étang Comelle à Orry-la-Ville et enfin un autre sentier situé le long du Grand canal à Chantilly.

## La forêt de Chantilly et les arts

### Littérature

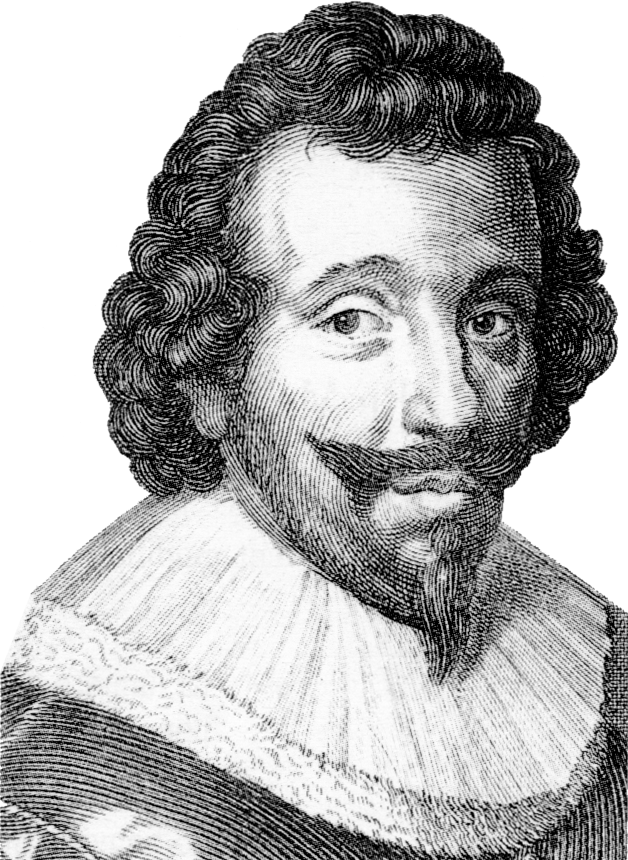
Théophile de Viau.

Plusieurs écrivains ont évoqué les territoires de la forêt de Chantilly dans leurs œuvres. Théophile de Viau est sans doute le premier, lorsqu'il est logé en 1626, au pavillon de Sylvie du château de Chantilly. Situé de nos jours dans le parc du château, le parc n'est à cette époque pas distingué de la forêt environnante. En exil, Théophile de Viau passe les derniers mois de sa vie au château, protégé par Marie-Félicie des Ursins. Il y rédige les Odes à la maison de Sylvie, surnom de l'épouse d'Henri II de Montmorency. Quelques années plus tard, un autre poète chante les louanges d'une dame dans la même forêt : Jean-François Sarrasin, écrivain précieux, écrit vers 1649 une Lettre escrite de Chantilly à Madame de Montausier, y évoquant des scènes de chasses dans les bois.
Au XIXe siècle, Chateaubriand, dans le livre seizième de ses Mémoires d'outre-tombe, évoque la forêt et particulièrement les étangs de Commelles. Gérard de Nerval, originaire du Valois, évoque la butte aux Gens d'Armes, la vallée de la Thève et les étangs de Commelles également, dans Les Filles du feu, particulièrement dans la nouvelle intitulée Sylvie ainsi que dans Aurélia ou le rêve et la vie.

### Peinture
Les premières représentations picturales de la forêt sont liées à la vénerie princière. Cependant, la représentation de la forêt de manière topographique dans les scènes de chasse ne se fait que très tardivement. Les historiens de l'art estiment qu'un tableau attribué à Pierre-Denis Martin intitulé Chasse de Louis XIV à Chantilly (années 1690), est l'une des premières représentations de la forêt entourant le château. Par la suite, il faut attendre la seconde moitié du XVIIIe siècle pour voir la forêt à nouveau représentée, notamment dans les tableaux de Jean-François Perdrix, peintre des chasses du prince Louis V Joseph de Bourbon-Condé, même si la majorité de ces tableaux dépeignent les environs immédiats du château. Par la suite, au cours du XIXe siècle, les peintures de chasses mettent en scène régulièrement les mêmes lieux de la forêt : principalement la Table et les étangs de Commelles.
Entre 1850 et 1865, Jean-Baptiste-Camille Corot séjourne à plusieurs reprises à Gouvieux. Outre quelques représentations des environs de la commune et de la vallée de la Nonette, il réalise une vue d'une Allée de la forêt [de Chantilly] avec cavalier vers 1855-1860,. Il donne une vision tout à fait éloignée de l'iconographie, jusqu'à cette date exclusivement cynégétique. Paul Cézanne séjourne à Chantilly en 1885, et réalise un certain nombre de toiles et dessins des environs de la ville représentant la forêt. Cependant, les cas de Corot et de Cézanne restent isolés et la forêt de Chantilly, contrairement à d'autres forêts d'Île-de-France, reste éloignée des sujets des peintres de la seconde moitié du XIXe siècle.

### Cinéma
La forêt a servi, à plusieurs reprises, de lieu de tournage :
- 1956, Drôle de frimousse de Stanley Donen ;
- 1962, Le Masque de fer de Henri Decoin avec Jean Marais ;
- 1984, Frankenstein 90 d'Alain Jessua ;
- 1985, Dangereusement vôtre de la série des James Bond, incarné par Roger Moore et réalisé par John Glen[112] ;
- 1990, Lacenaire de Francis Girod ;
- 1992, Le Zèbre de Jean Poiret ;
- 1992, Le Tronc de Karl Zéro ;
- 1994, Le Nouveau Monde d'Alain Corneau ;
- 1998, Le Plaisir (et ses petits tracas) de Nicolas Boukhrief ;
- 1999, Promenade de santé de Michel Ganz.

## Compléments

### Vidéographie
- « ; conférence de l'Institut de France – Domaine de Chantilly, Ensemble, sauvons la forêt de Chantilly ; captée au Campus Serge Kampf Les Fontaines à Gouvieux, le 10 octobre », sur Facebook (consulté le 21 novembre 2022)